# Kartellsitz (Denkmal)
Kartellsitze sind die Gebäude historischer, nicht mehr bestehender (Groß-)Kartelle. In der Regel handelte es sich um sog. Syndikate, also Kartelle mit zentralem Absatz und Marketing.

## Kartellgebäude als kulturelle Überreste
In den Jahrzehnten zwischen 1870 und 1945 waren Kartelle als Organisationsformen der Wirtschaft weit verbreitet. Während lose Preiskartelle („Frühstückskartelle, Gentlemen’s Agreements“) keine Anforderungen an feste, bleibende Räumlichkeiten stellten, war dies insbesondere bei den Syndikatskartellen, den Verbänden mit zentralisierter Verkaufsstelle anders. In solchen Kartellorganisationen konnten Hunderte von Verwaltungsangestellten arbeiten. Die Gebäude waren regelmäßig stattlich, oft repräsentativ, etwa mit Fassadenschmuck reich verziert. Trotz einiger Kriegsverluste und Abrisse sind etliche dieser Kartellgebäude noch erhalten. Meist jedoch sind sie in ihrem Erscheinungsbild schlichter geworden, weil spätere Eigentümer oder Nutzer die originalen Verzierungen nicht restaurierten (ausgeprägt bei: Syndikatshaus in Stassfurt, Bodestr.).
Zur Denkmalkategorie großer Kartellsitze könnte man die Gebäude ebenfalls historischer Lenkungsverbände und Bewirtschaftungsstellen hinzurechnen, die als kartellähnlich gelten. Sie bestanden vor allem während des Zweiten Weltkriegs.

## Die Anerkennung als kulturelle Denkmale
Historische Kartellgebäude ließen sich denkmalpolitisch mit historischen Unternehmenssitzen, etwa von Konzernen, gleichsetzen. Dies ist allerdings nicht in die Praxis umgesetzt worden: Weltweit sind etliche Gebäude als historische Firmenzentralen ausgewiesen und geschützt, aber es ist wohl kein einziger früherer Kartellsitz als ein solcher ausgeschildert worden. Wenn historische Kartellgebäude tatsächlich unter Denkmalschutz stehen, sind sie anders ausgewiesen und aus anderen Erinnerungsgründen geschützt. Umgekehrt wurden in der Vergangenheit stattliche Gebäude abgerissen, ohne dass man ihre wirtschaftshistorische Bedeutung als Kartellsitze auch nur angesprochen hätte.
Der Kartelltheoretiker H. A. Leonhardt wies 2013 darauf hin, wie wichtig bestimmte Kartelle für die Wirtschaftsentwicklung im 19. Jh. gewesen waren, etwa für das Ruhrgebiet die Syndikatszentralen für Kohle und Stahl. Aufgrund dessen plädierte er dafür, die besondere „regionalwirtschaftliche Organisationskunst“ der Syndikatskartelle als ein immaterielles Kulturgut aufzufassen und unter den Welterbeschutz der UNESCO zu stellen, bevor sie ganz in Vergessenheit gerät. Geeignete Erinnerungsorte für Nordrhein-Westfalen seien Düsseldorf (Stahlverkauf) und Essen (Kohleverkauf). An beiden Standorten seien aussagefähige Gedenktafeln aufzustellen, an den Düsseldorfer Stahlhäusern und am Standort des 1997 abgerissenen Ruhrkohlehauses.
Die Gründe für die auffällige Zurückhaltung des Denkmalschutzes und der etablierten Geschichtsforschung gegenüber historischen Kartellgebäuden können im Kartelltabu gesucht werden, das nach dem Zweiten Weltkrieg durch das allgemeine Kartellverbot eintrat. Kartelle wurden kriminalisiert und positive Aussagen über sie gehören zum ‚Unaussprechlichen‘. Die Initiative, auch Kartellgebäude als historisch erinnernswert aufzufassen, kam bislang nur von kritischen Wissenschaftspositionen oder aus der Zivilgesellschaft, etwa vom Verein „Rhein-Neckar-Industriekultur e.V.“, Mannheim, der der örtlichen Zweigstelle des früheren Rheinischen Braunkohlen-Syndikats eine illustrierte Darstellung widmete.

## Vorkommen und Beispiele für historische Kartellgebäude

### Belgien
- Brüssel: das Gebäude der International Wire Export Company (IWECO) von 1932 bis 1939, 54 rue de Namur. In diesem Weltkartell für Drahtexporte waren Belgien, Frankreich, Deutschland, die Tschechoslowakei, Ungarn und Polen reguläre Mitglieder. Die Vereinigten Staaten, Großbritannien, Dänemark, die Niederlande und Italien waren dem Kartell durch Einzelabmachungen angeschlossen.

### Deutschland
- Das Kartell-Ensemble des Rheinisch-Westfälischen Industriegebiets: Seit Ende des 19. Jahrhunderts war diese Region der Raum mit der weltweit intensivsten Kartellierung.[3] Kartelle in den Branchen Kohleförderung und -verarbeitung, Eisen- und Stahlherstellung sowie Weiterverarbeitung waren typisch für die Region; hinzu kamen operative Unternehmensverbände in zahlreichen anderen Wirtschaftszweigen wie der Glasherstellung, der Zellstoffproduktion etc. Alleine in der Eisen- und Stahlindustrie hatten Anfang des 20. Jahrhunderts in Düsseldorf 13 Kartelle oder Kartellorgane ihren Sitz, in Hagen waren es sogar 15, in Köln 8, in Essen, Siegen, Solingen und Velbert jeweils 2.[4] Ein Nachweis der vielfältigen Kooperationsstrukturen in und zwischen Kartellen könnte eine genauere Topografie der früheren Kartellwirtschaft an Rhein und Ruhr liefern.

- Das Berliner Kartell-Ensemble:[5] Bereits Anfang des 20. Jahrhunderts war Berlin ein begehrter Ansiedlungsort für Kartellzentralen oder Verkaufsstellen. Alleine in der Eisen- und Stahlindustrie waren Anfang des 20. Jahrhunderts in Berlin 9 Kartelle ansässig[4] – und dies, obwohl Berlin gar kein Montanstandort war. Seit dem Ersten Weltkrieg wurden immer mehr Kartellfunktionen reichsweit ausgeübt. In Berlin entstanden während der Zwischenkriegszeit und des Zweiten Weltkriegs regelrechte Ballungen von Kartellsitzen, später von Lenkungsverbänden und Bewirtschaftungsstellen. Diese Zentralen waren ins übrige Reichsgebiet sowie zunehmend auch mit Staat und Politik vernetzt.[3] Besonders beliebt, weil verkehrsgünstig, war die Umgebung des Anhalter Bahnhofs, wo sich bereits vor dem Ersten Weltkrieg und später gehäuft reichsweit organisierte Absatzkartelle ansiedelten. So waren vom Anhalter Bahnhof eine Reihe wichtiger Syndikatszentralen (etwa der Salzindustrie) fußläufig erreichbar. Andere Kartellquartiere bestanden in der Nähe der politischen Schaltstellen von Wilhelm- und Friedrichstraße. Spätere Ansiedlungen von Lenkungsverbänden der späten 1930er bis frühen 1940er Jahren bevorzugten die bürgerlichen Viertel im Berliner Westen, so Charlottenburg und Wilmersdorf.

- Das Gebäude des Mitteldeutschen Braunkohlen-Syndikats in Leipzig, Nordplatz 11, steht seit 2007 einschließlich der Innenräume unter Denkmalschutz. Es wurde 1921–1922 in traditioneller Architektur errichtet und dient heute dem Leipziger Finanzamt II als Verwaltungssitz.[6][7]

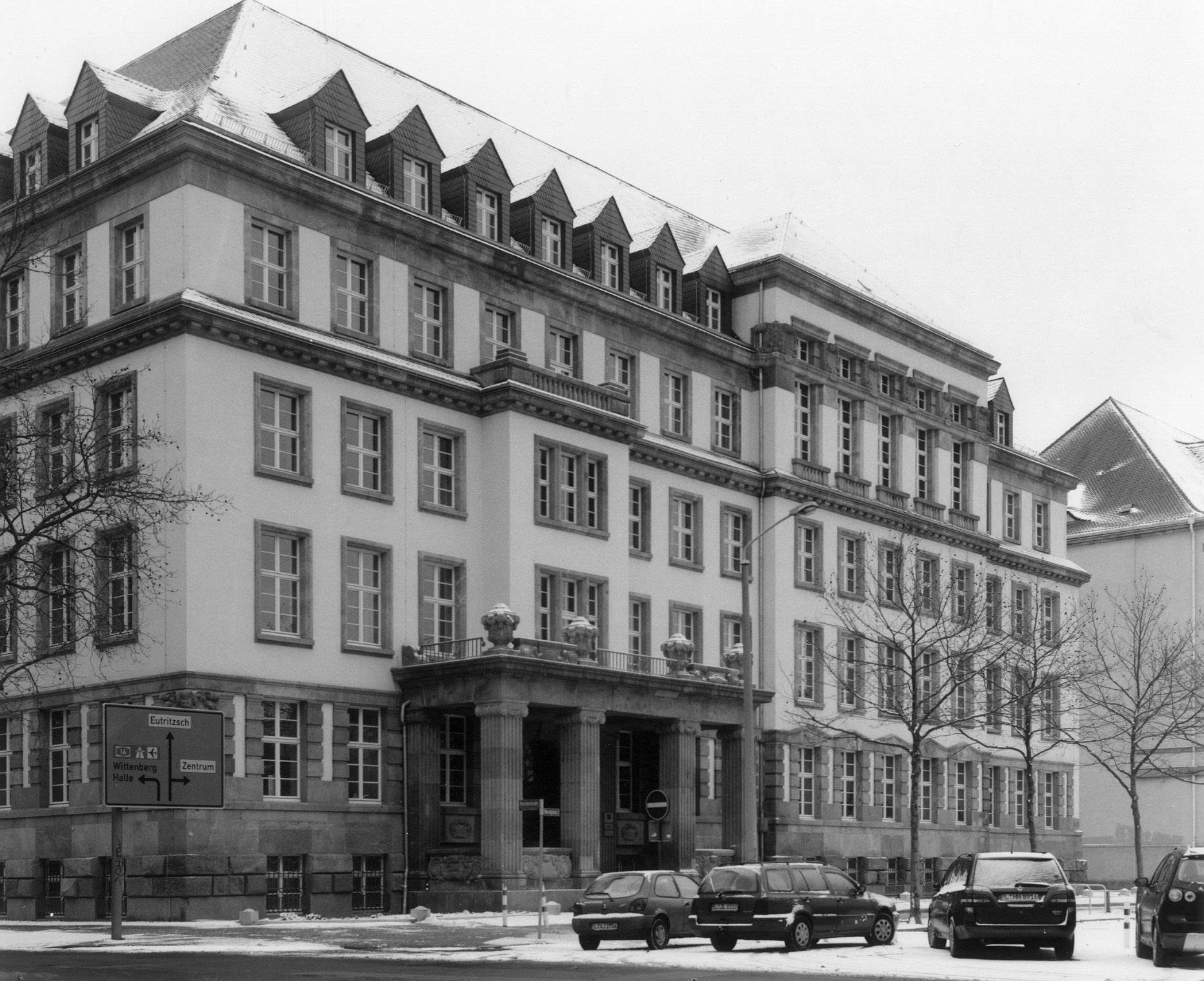
Vorderansicht
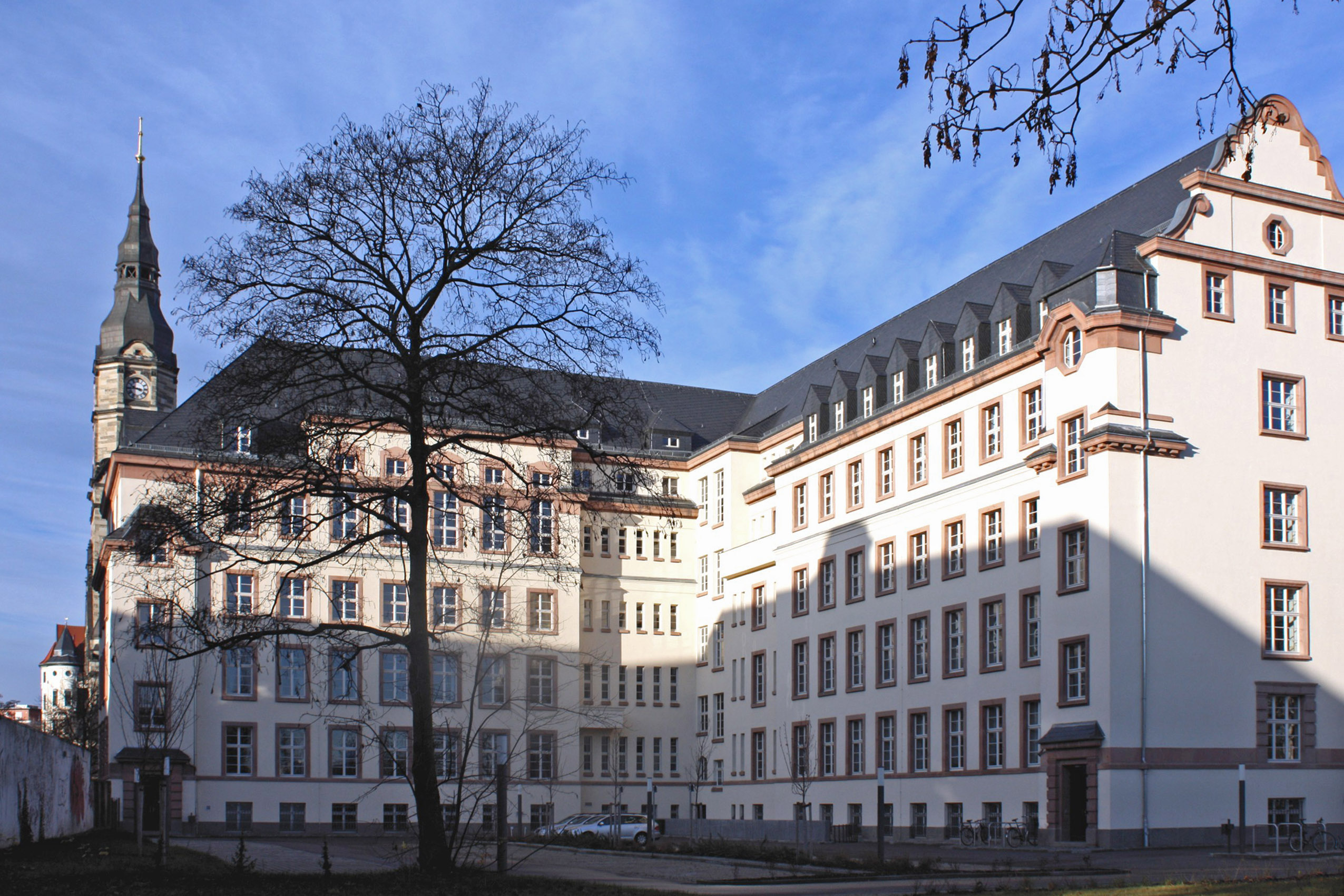
Rückseite

- Die Gebäude des Rheinisch-Westfälischen Kohlen-Syndikats und dessen Nachfolgeorganisationen in Essen. Bedeutung: wesentlicher Energielieferant für Deutschland bis in die 1960er Jahre, strategischer Lieferant in Westeuropa für Kokskohle zur Stahlverhüttung, Hauptenergielieferant für die Mittel- und Achsenmächte in den Weltkriegen. Es gab zwei Gebäude: das originale Syndikatsgebäude (1894–1943) und das Ruhrkohlehaus ab 1952. Das erste wurde 1943 (bis auf einen Seitenflügel) zerbombt, das letztere 1997 abgerissen. Im Straßenbild Essens erinnert nichts mehr an das frühere „Idealkartell der Welt“, eine organisatorische Weltberühmtheit.

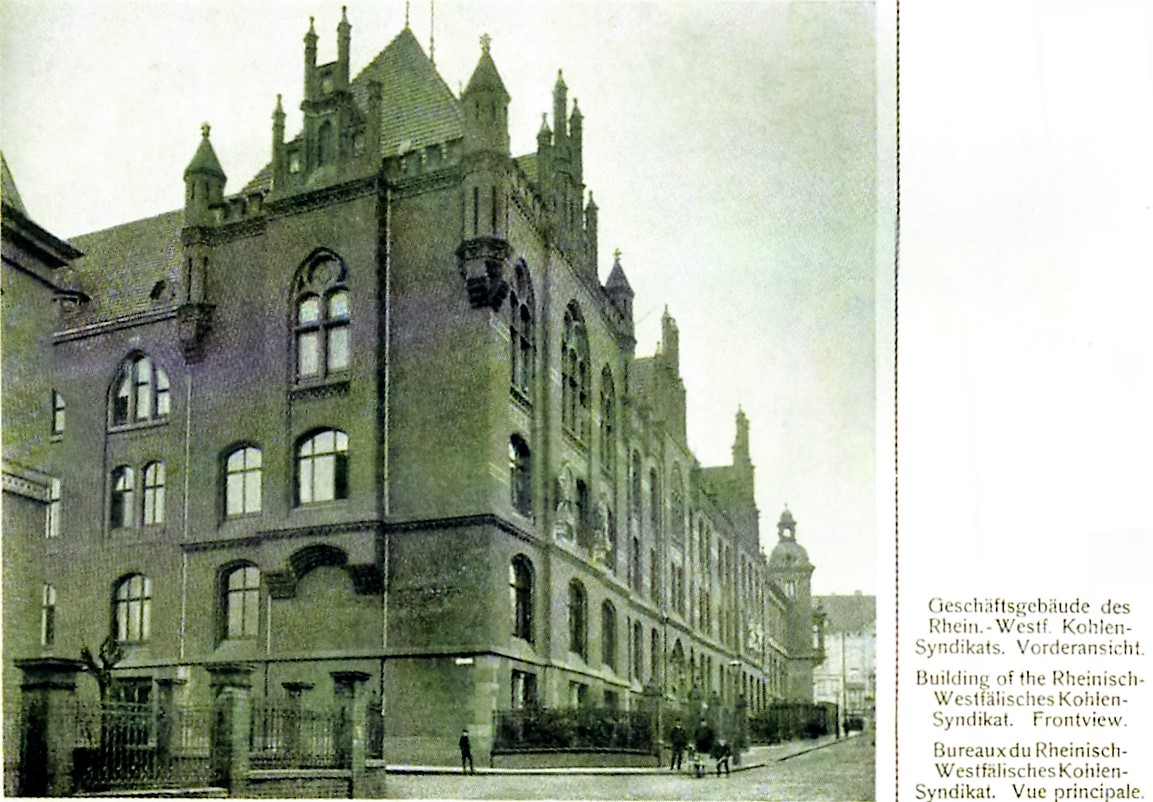
Geschäftsgebäude des Rheinisch-Westfälischen Kohlen-Syndikats, um 1900
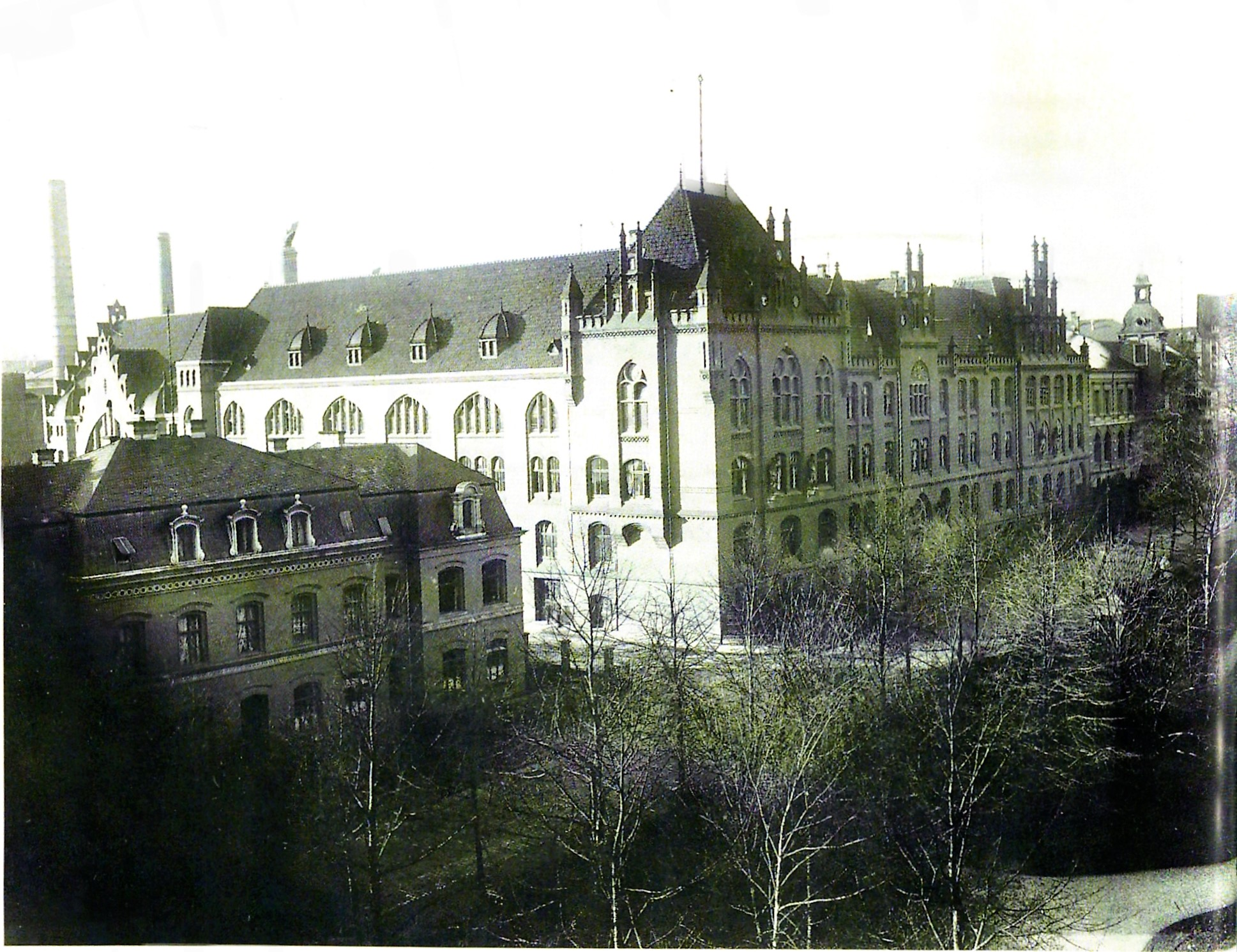
Geschäftsgebäude des Rheinisch-Westfälischen Kohlen-Syndikats, um 1910
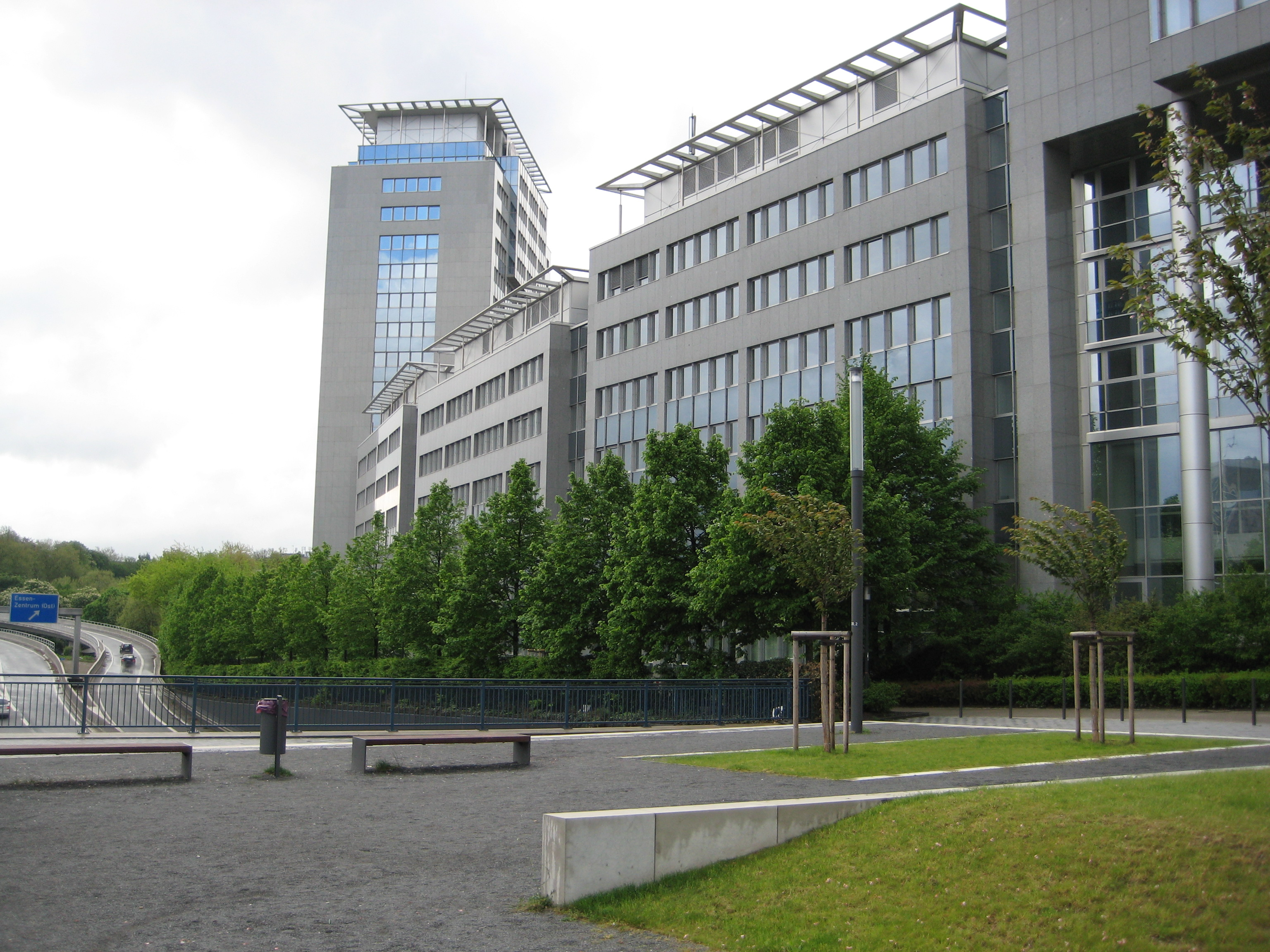
Hier standen das Syndikats- und bis 1997 das Ruhrkohlehaus (jetzt: Evonik)

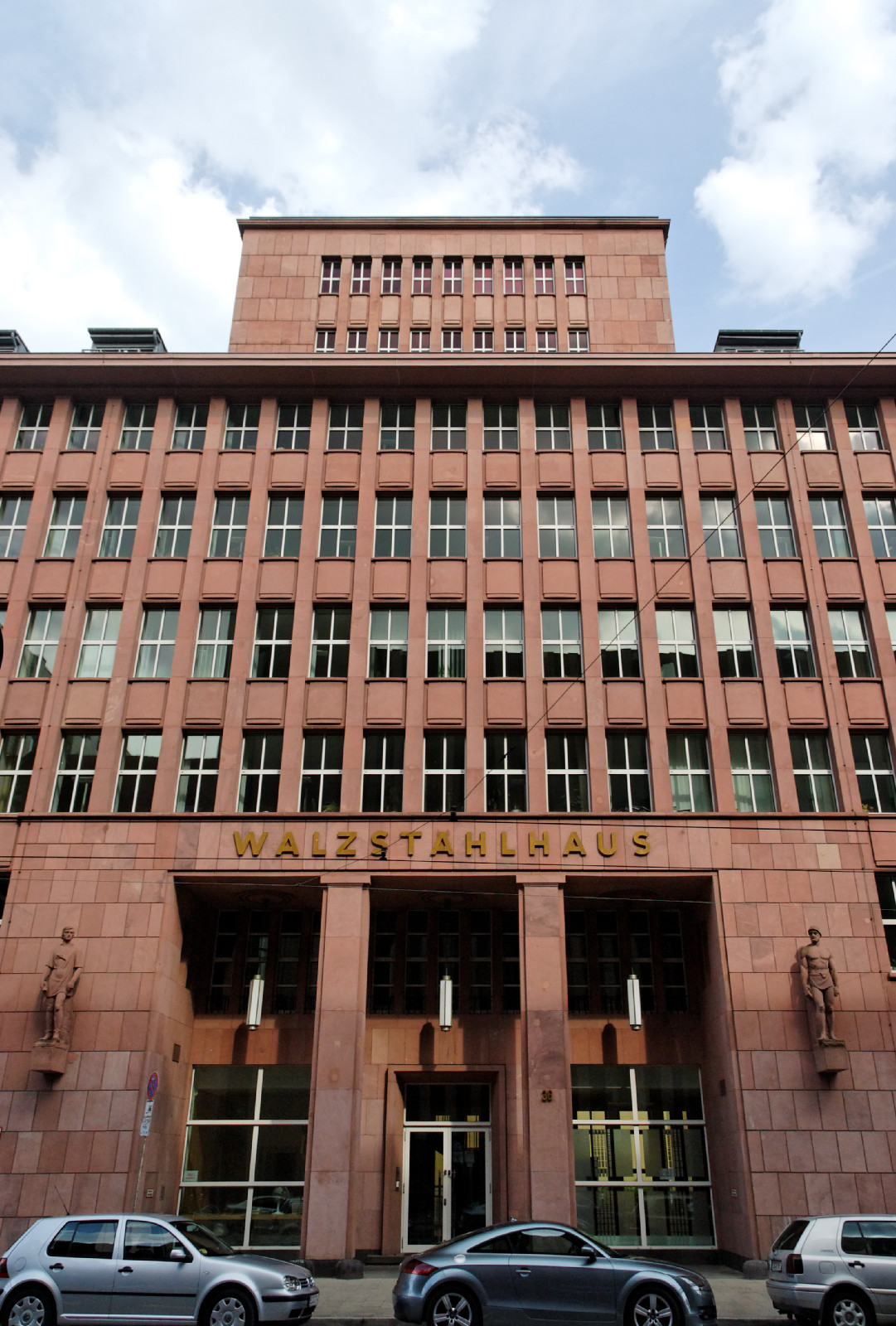
Walzstahlhaus, Portal

- Der Stahlhof in Düsseldorf, Zentrale des Stahlwerksverbands seit 1908; Mitglieder dieses Kartells waren Stahlwerke der Region und ab 1909 reichsweit. Das Gebäude steht unter Denkmalschutz wegen seiner Architektur und als „Wiege der Demokratie in NRW“, da es nach 1945 Sitz der britischen Militärregierung war.

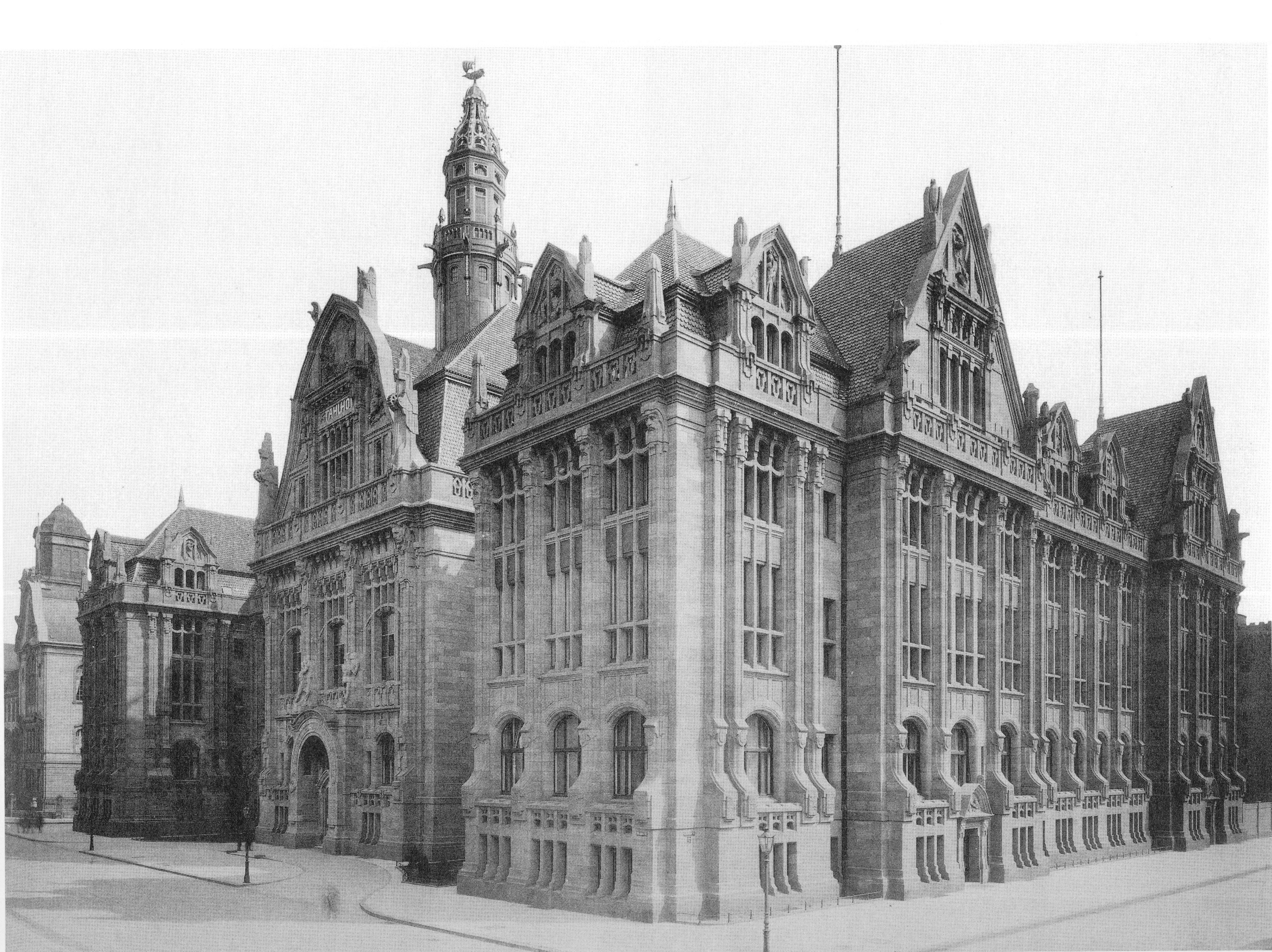
Stahlhof, vor 1909
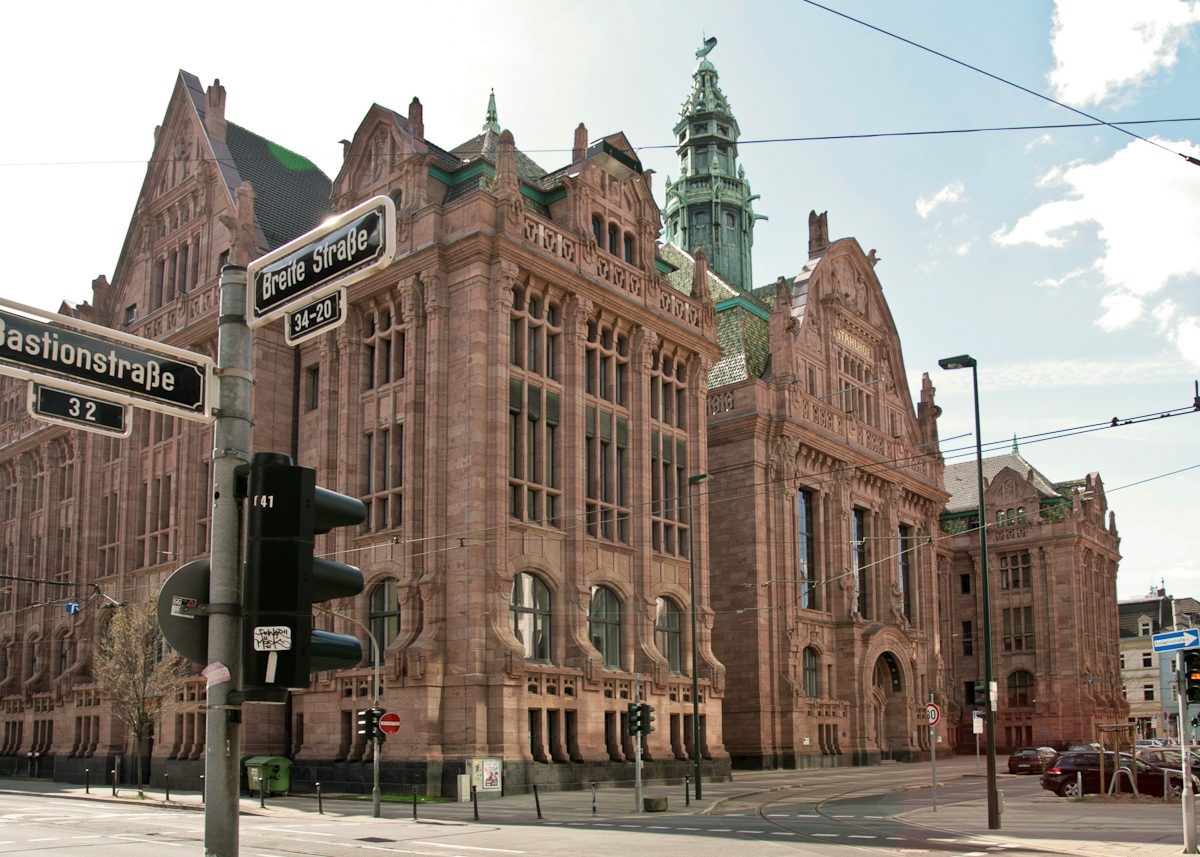
Stahlhof, von Osten
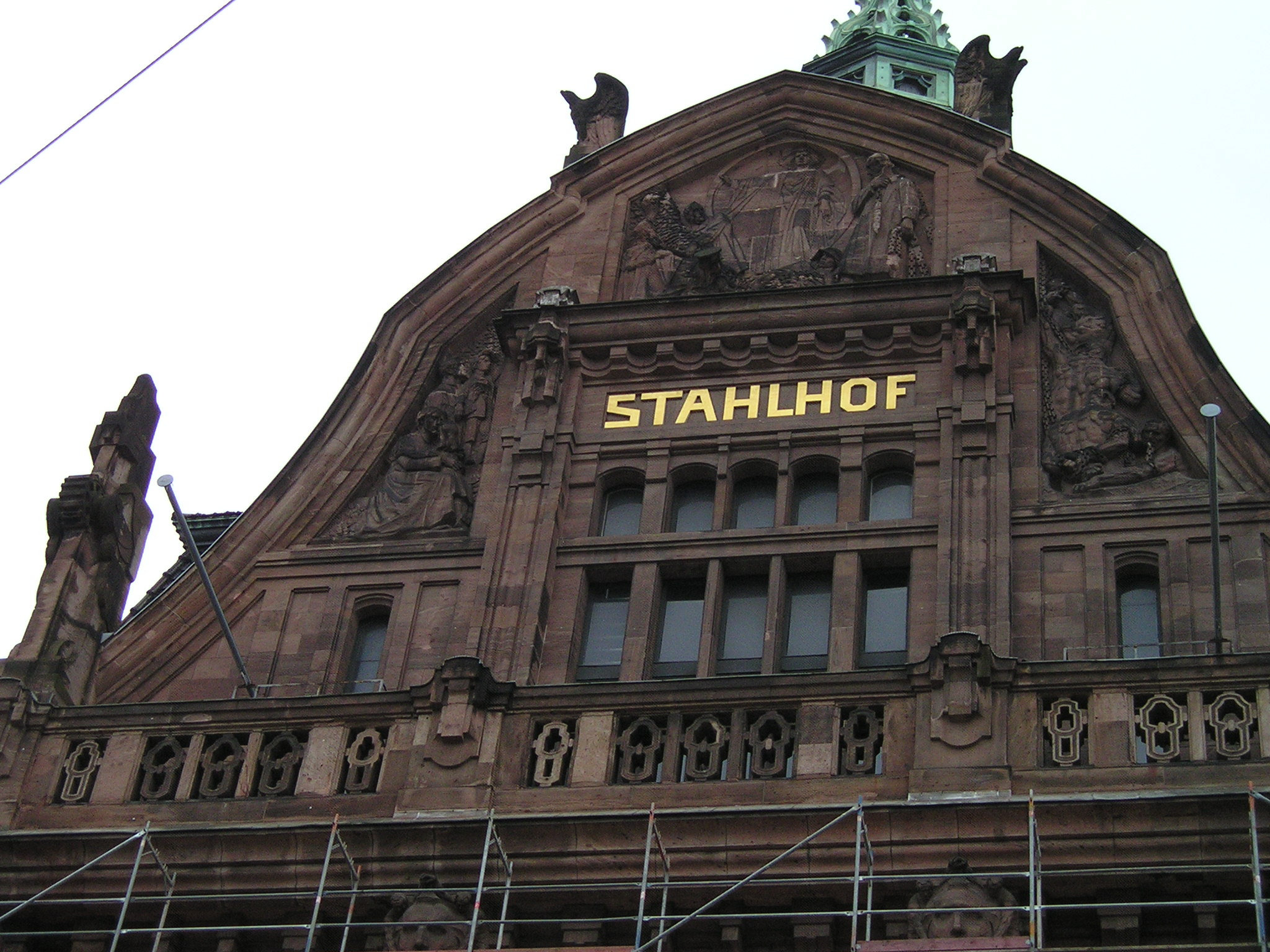
Stahlhof, Nordseite, Vorderfront
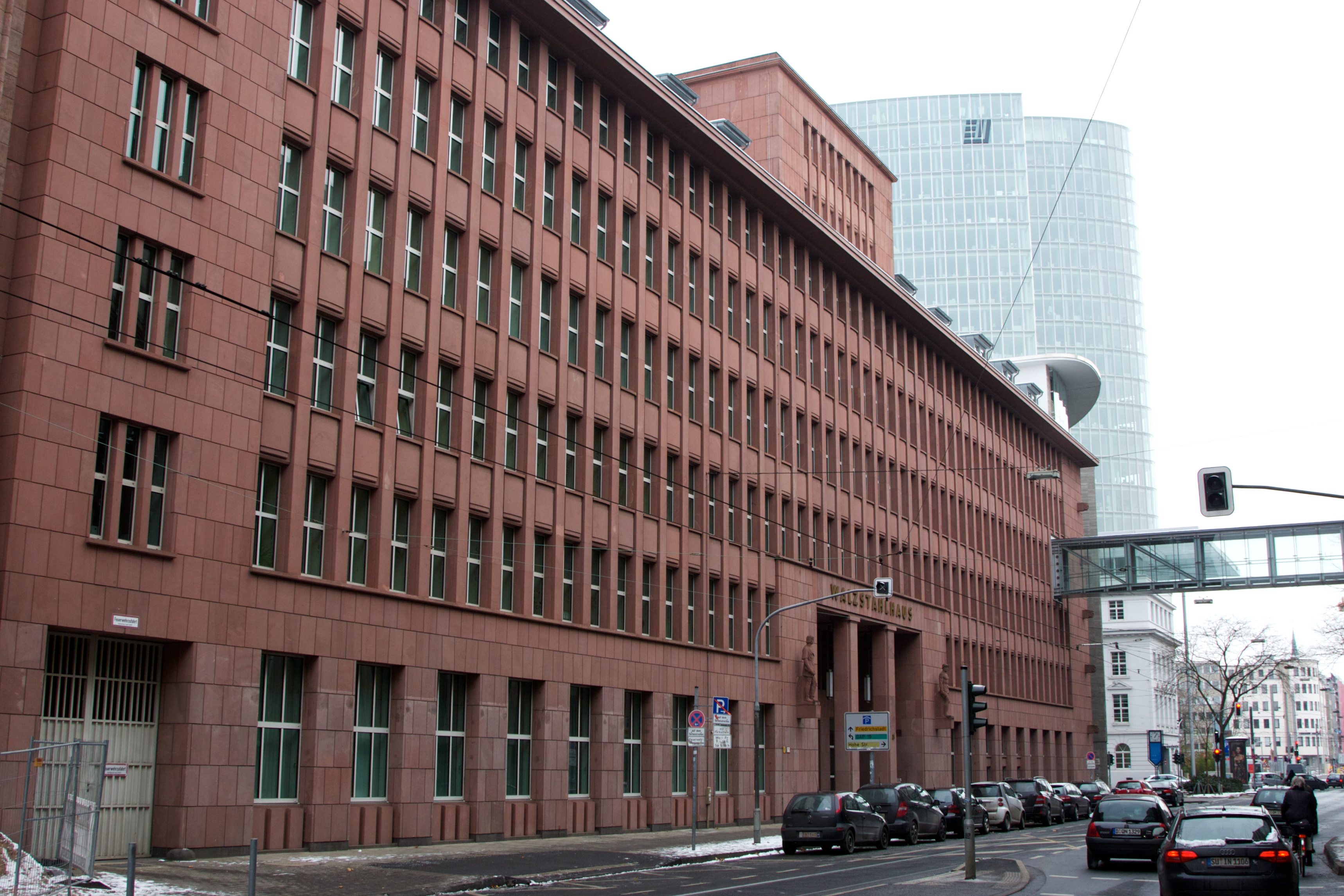
Walzstahlhaus, Fassade

- Das Walzstahlhaus in Düsseldorf beherbergte die Verkaufsstelle des Verbands der deutschen Walzstahl-Unternehmen ab 1940. Der repräsentative Neubau, Jahre vorher geplant, sollte offenbar auch die drei Düsseldorfer Kontore des internationalen Stahlkartells (1933–1939) aufnehmen. In diesem Zusammenschluss waren die Walzstahlsorten Grobblech-, Mittelblech- und Universaleisen der deutschen Syndikatsgruppe zugeteilt, d. h., der weltweite Export dieser Produktarten wurde von Düsseldorf aus verwaltet und gesteuert.[8] Das Gebäude steht wegen seiner Architektur unter Denkmalschutz.
- Die Gebäude des Deutschen Kalisyndikats in Staßfurt, ab 1910 in Berlin; Bedeutung: Ausübung eines Weltexportmonopols für Kalisalze bis zum Ersten Weltkrieg, danach Kartellführerschaft (zusammen mit Frankreich) beim Kaliexport bis zum Zweiten Weltkrieg. In Staßfurt residierte das Kalisyndikat in zwei Gebäuden, an der Bodestraße und an der Bernburger Straße. In Berlin erstreckte sich der Syndikatskomplex über die drei Gebäude Dessauer Straße 28–31. Die Fotos rechts unten zeigen nur die Hälfte des Gebäudevolumens, nämlich das Haus Dessauer Straße 28/29.

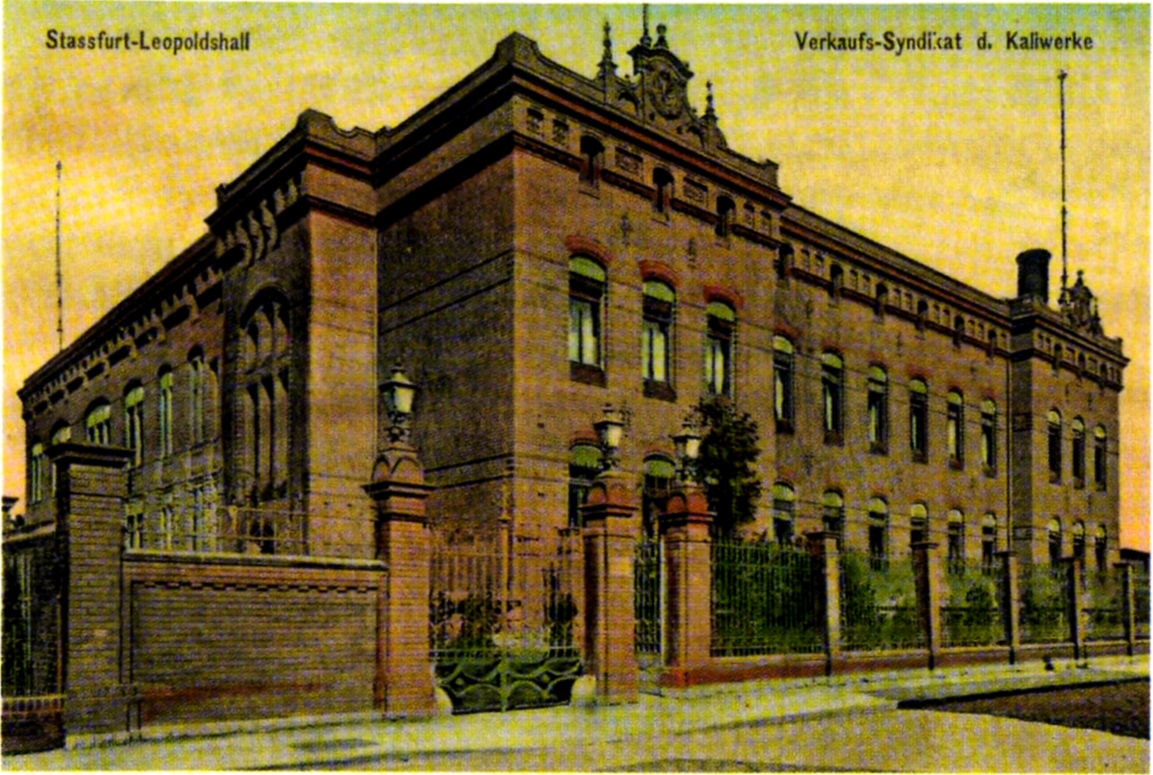
Syndikatsgebäude in Stassfurt, Bodestraße, ab 1890
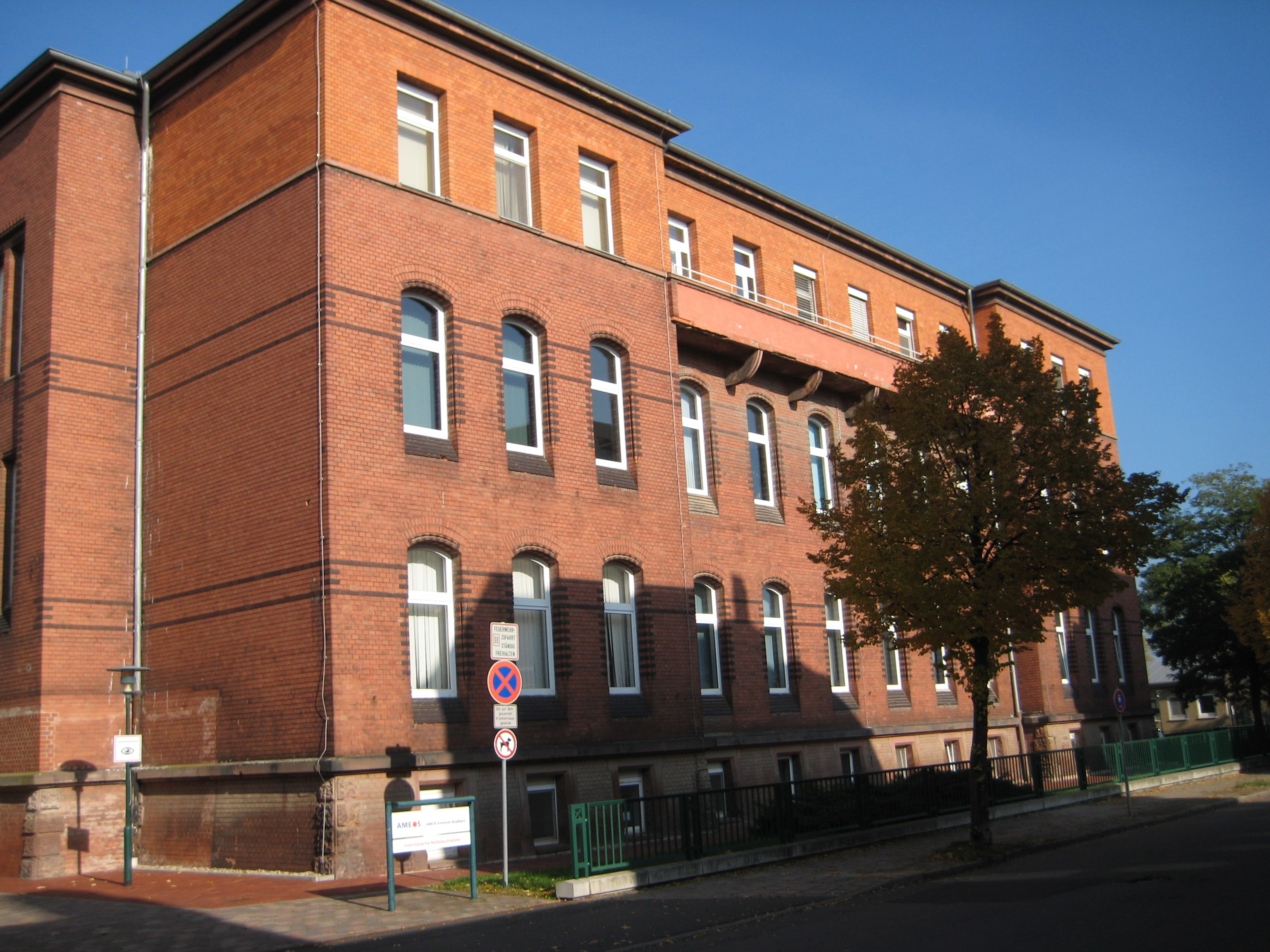
Syndikatsgebäude in Stassfurt, Bodestraße, Straßenansicht 2015
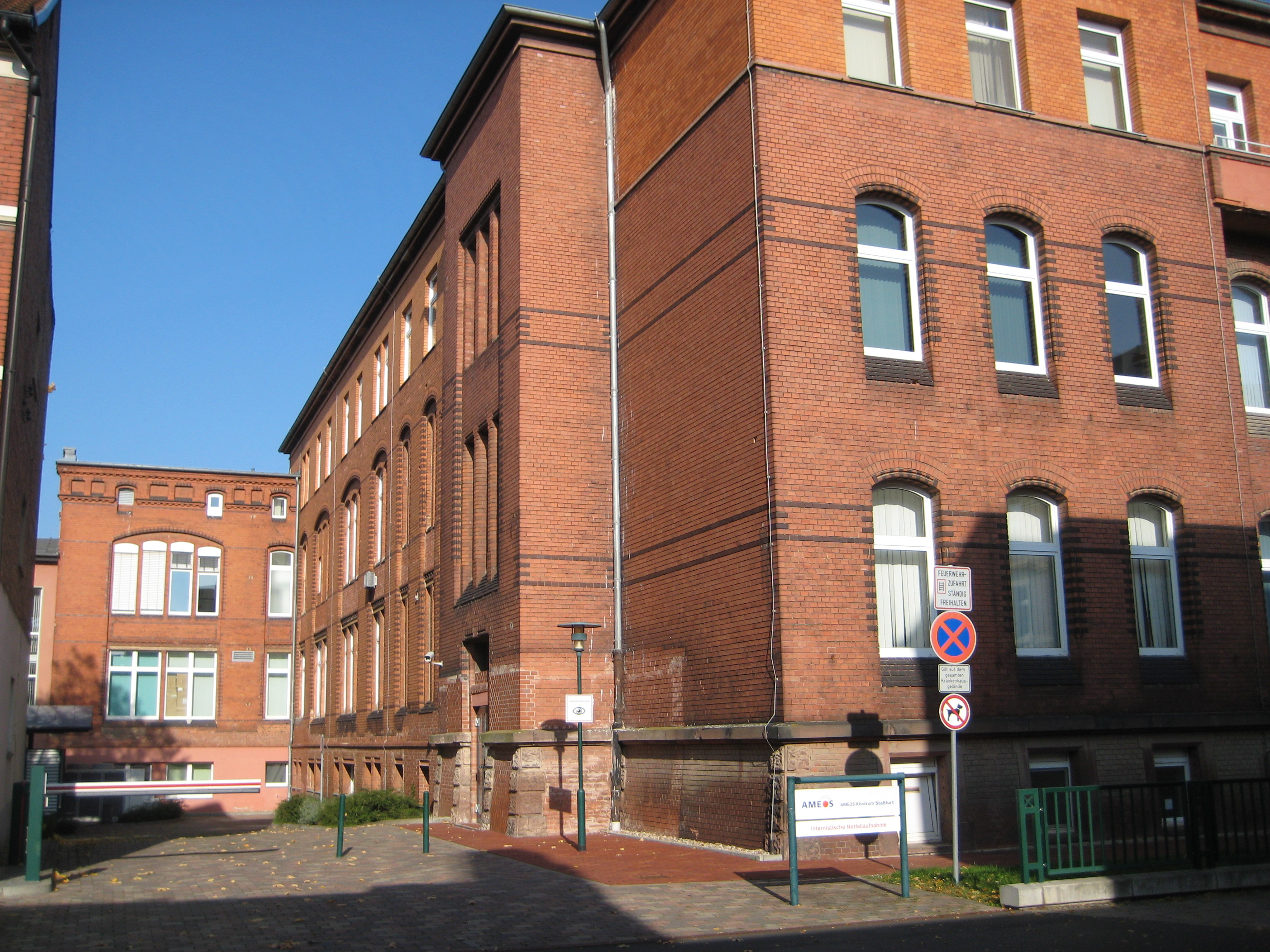
Syndikatsgebäude in Stassfurt, Bodestraße, linke Seite 2015
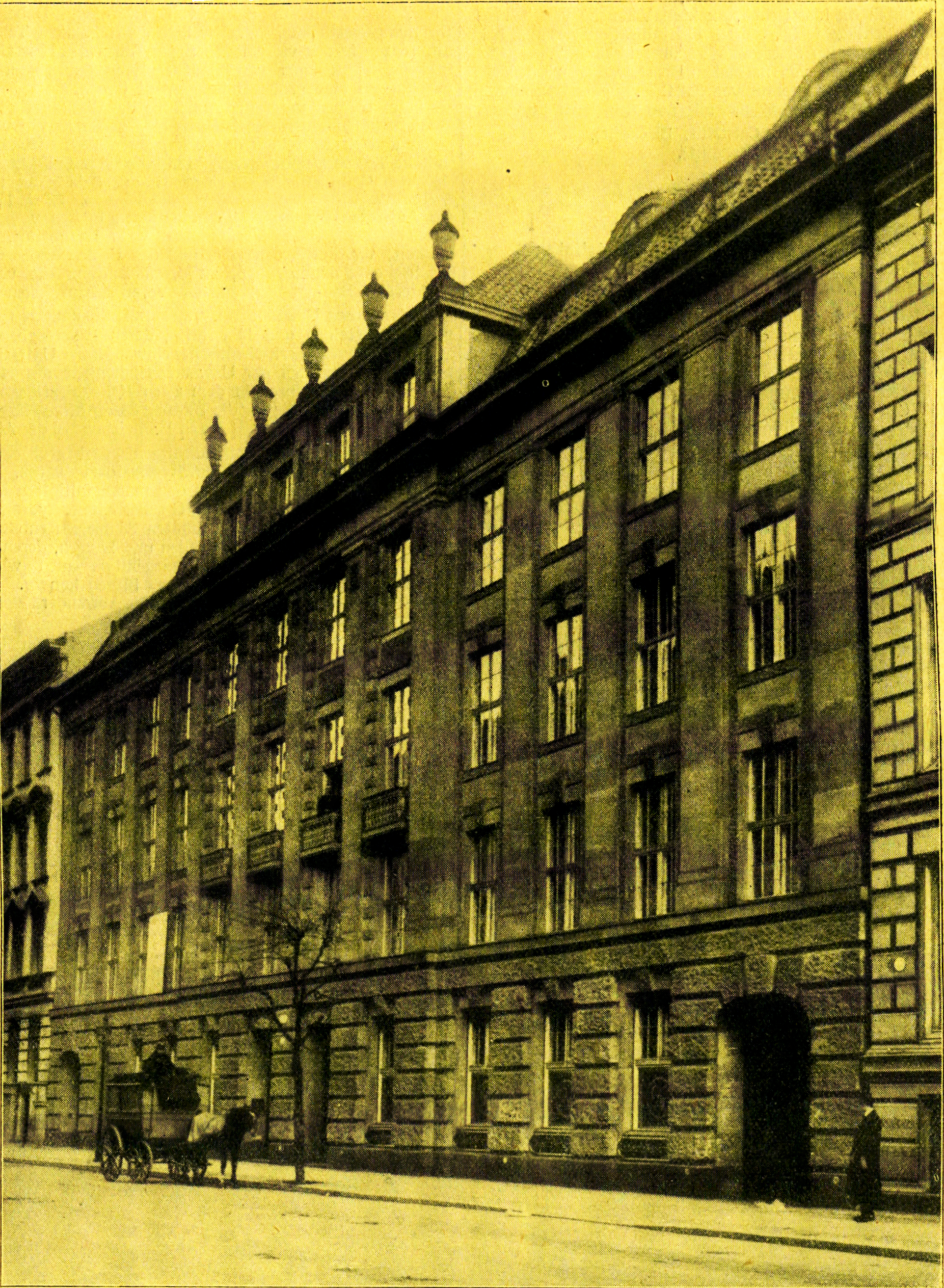
Syndikatsgebäude in Berlin, Dessauer Straße 28/29, 1910
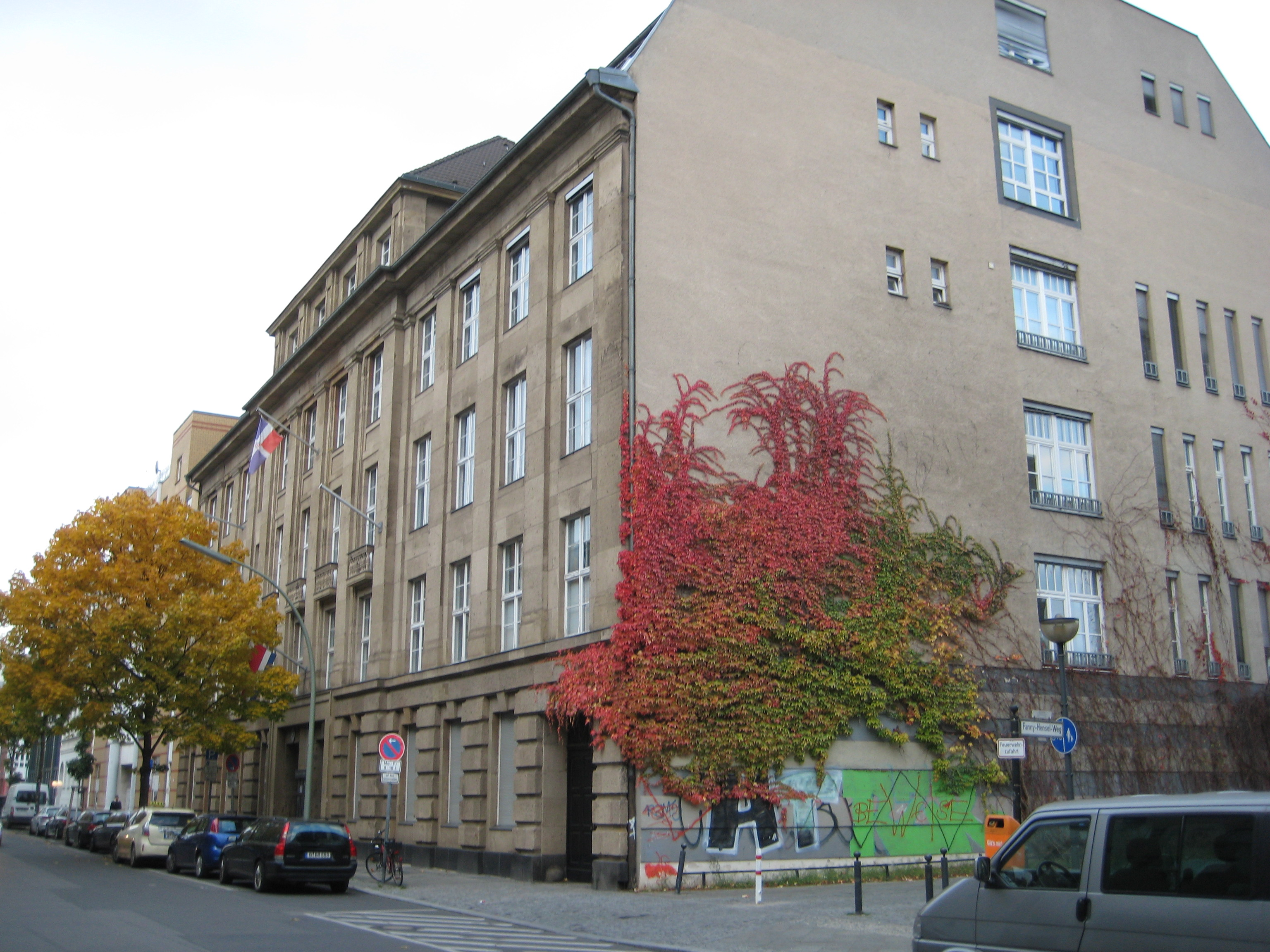
Syndikatsgebäude in Berlin, Dessauer Straße 28/29, 2015

- Das Gebäude von fünf salzindustriellen Syndikaten in Berlin: Seit 1930 waren im Haus Schöneberger Straße 5 die Verkaufsorganisationen für Speisesalz, Bittersalz, Chlormagnesiumsalz, Bromsalz und Brom ansässig. Das Gebäude besteht seit etwa 1990 nicht mehr, an seine Stelle sind ein schmales Haus und ein Straßendurchbruch getreten. Die Größe der Baulücke (ca. 40 m Straßenfront) lässt den Umfang der früheren Räumlichkeiten erkennen und den der Verwaltungsfunktionen erahnen.

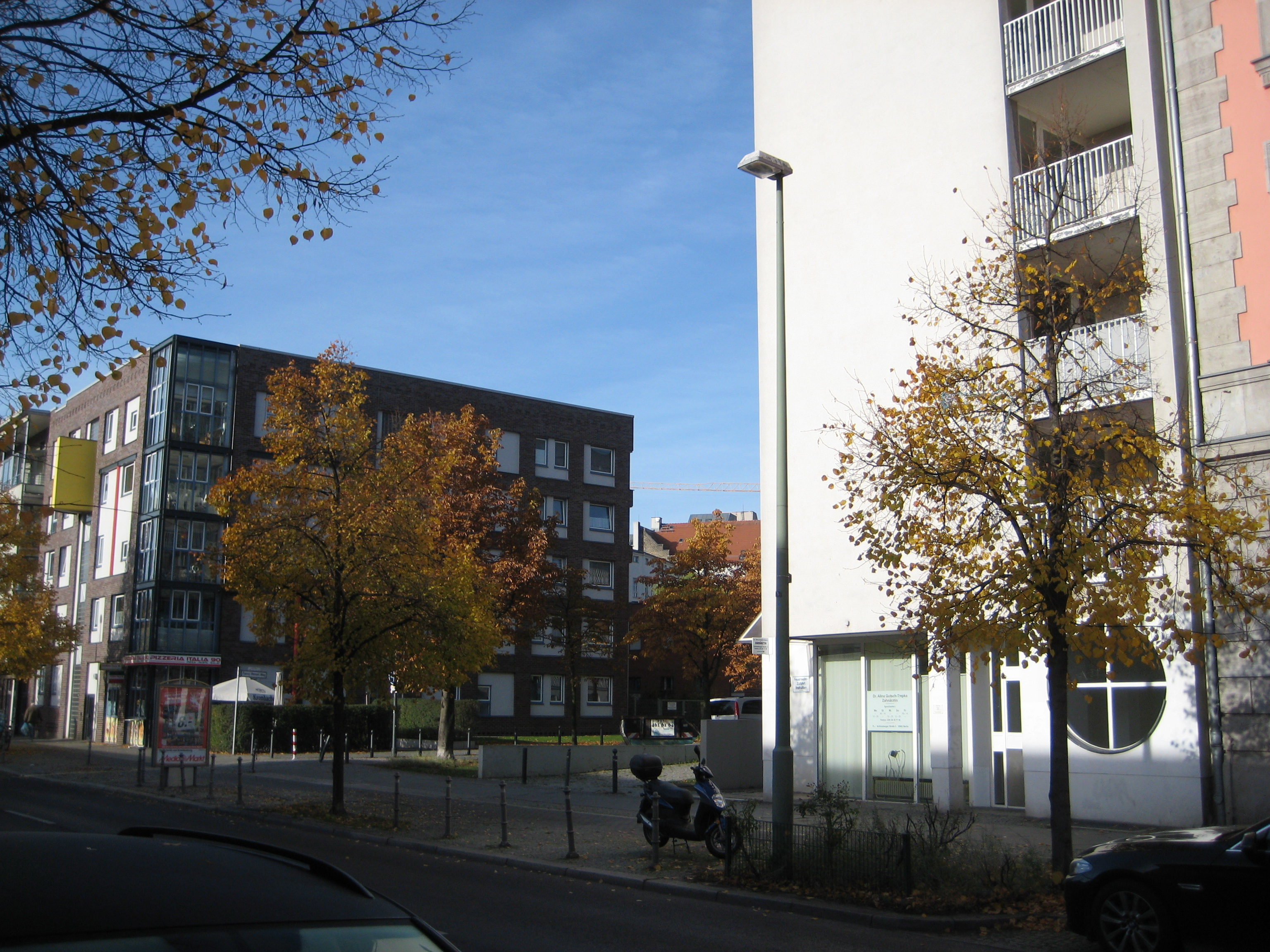
Früheres Gebäude Schöneberger Straße 5, Ansicht 2015
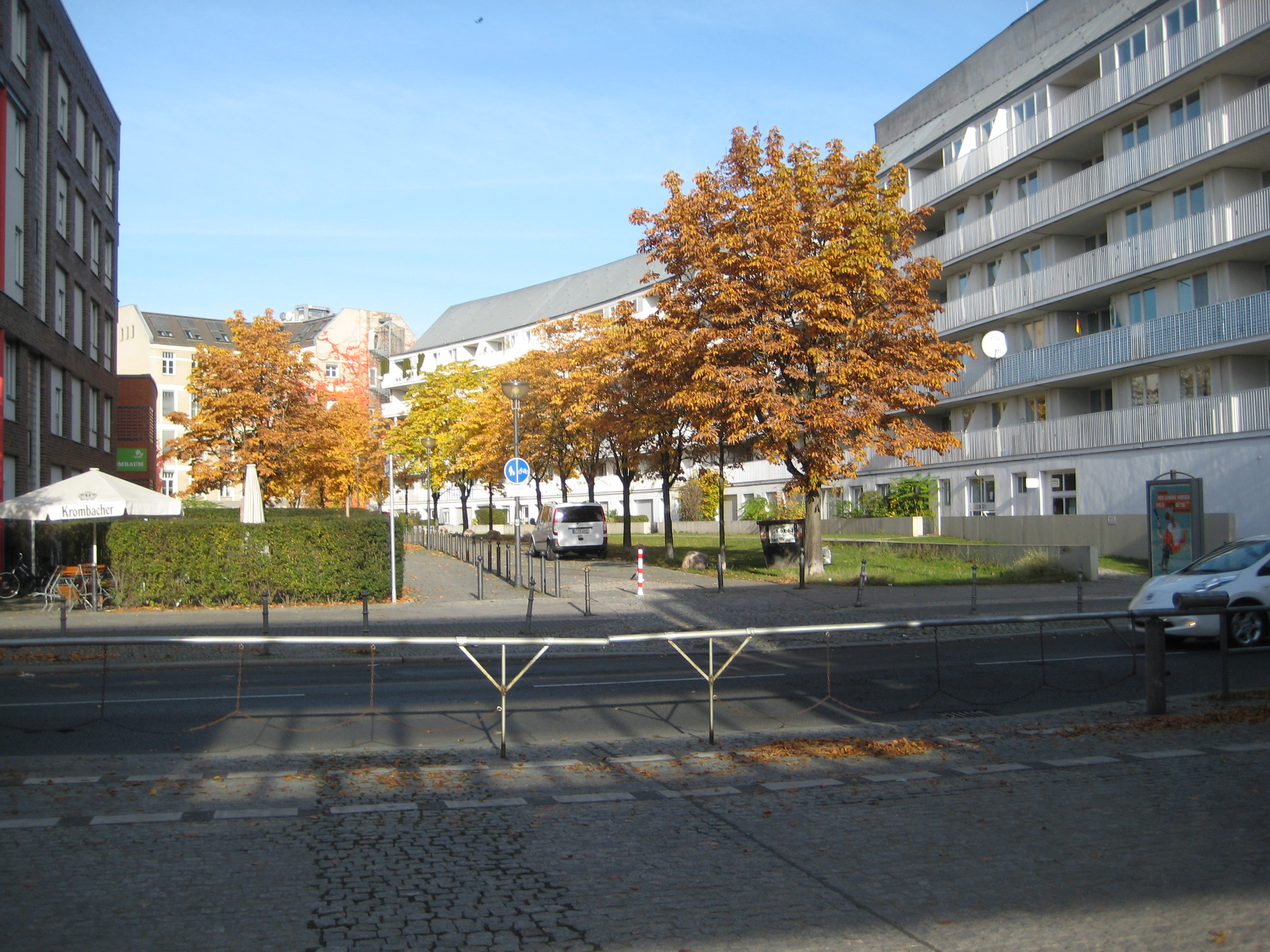
Heutiger Straßendurchbruch, 2015

- Das Gebäude des Tuchsyndikats in Berlin, Anhalter Straße; Bedeutung: Bewirtschaftung der Textilzuteilung in der Lenkungswirtschaft des Dritten Reichs.
- Das Gebäude der Zellstoff-Verkaufsorganisation in Berlin, Neue Kantstraße 32; Bedeutung: Bewirtschaftung der Zellstoffzuteilung (zur Papierherstellung) in der Lenkungswirtschaft des Dritten Reichs.

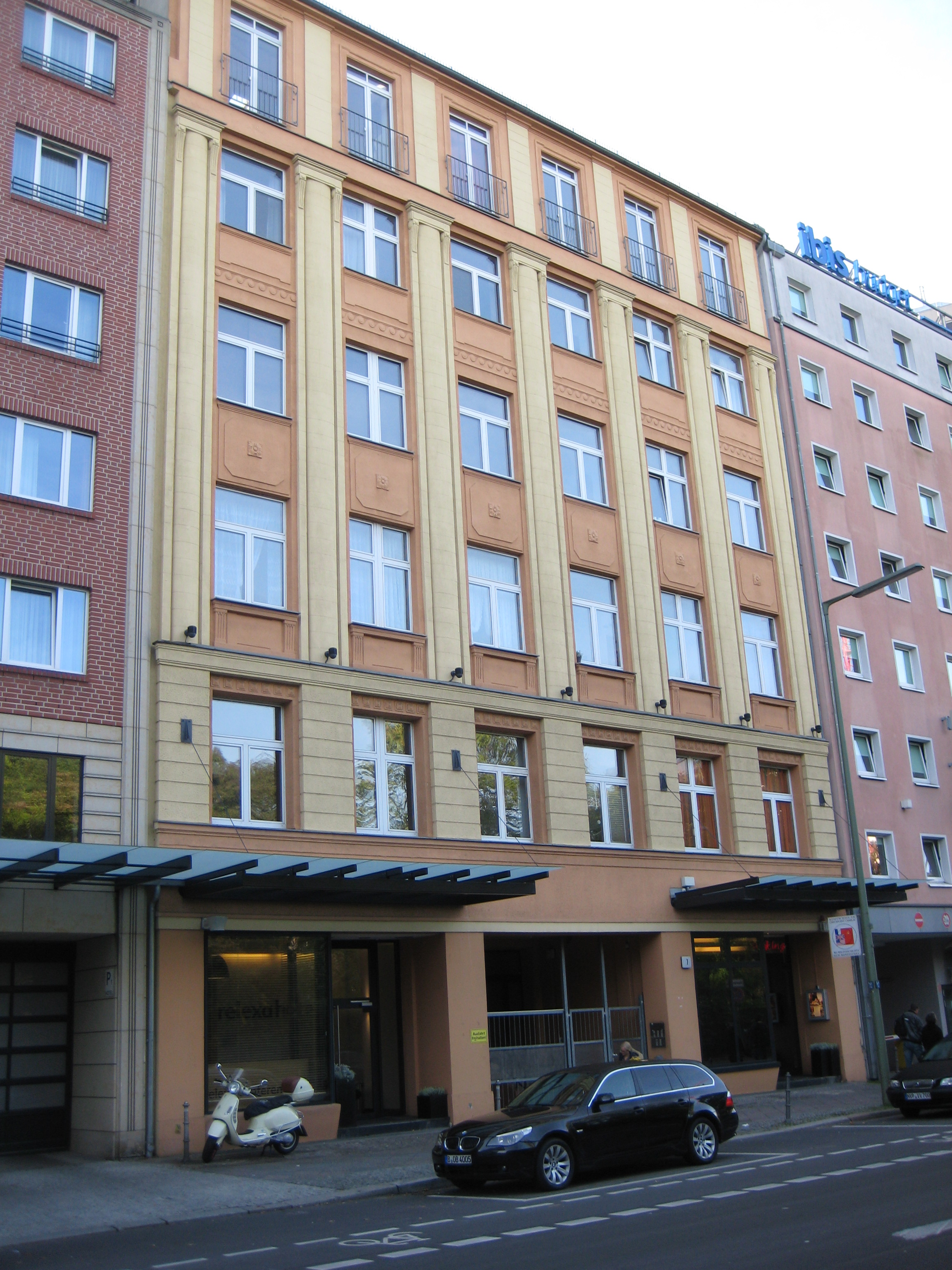
Gebäude des Tuchsyndikats, 2015
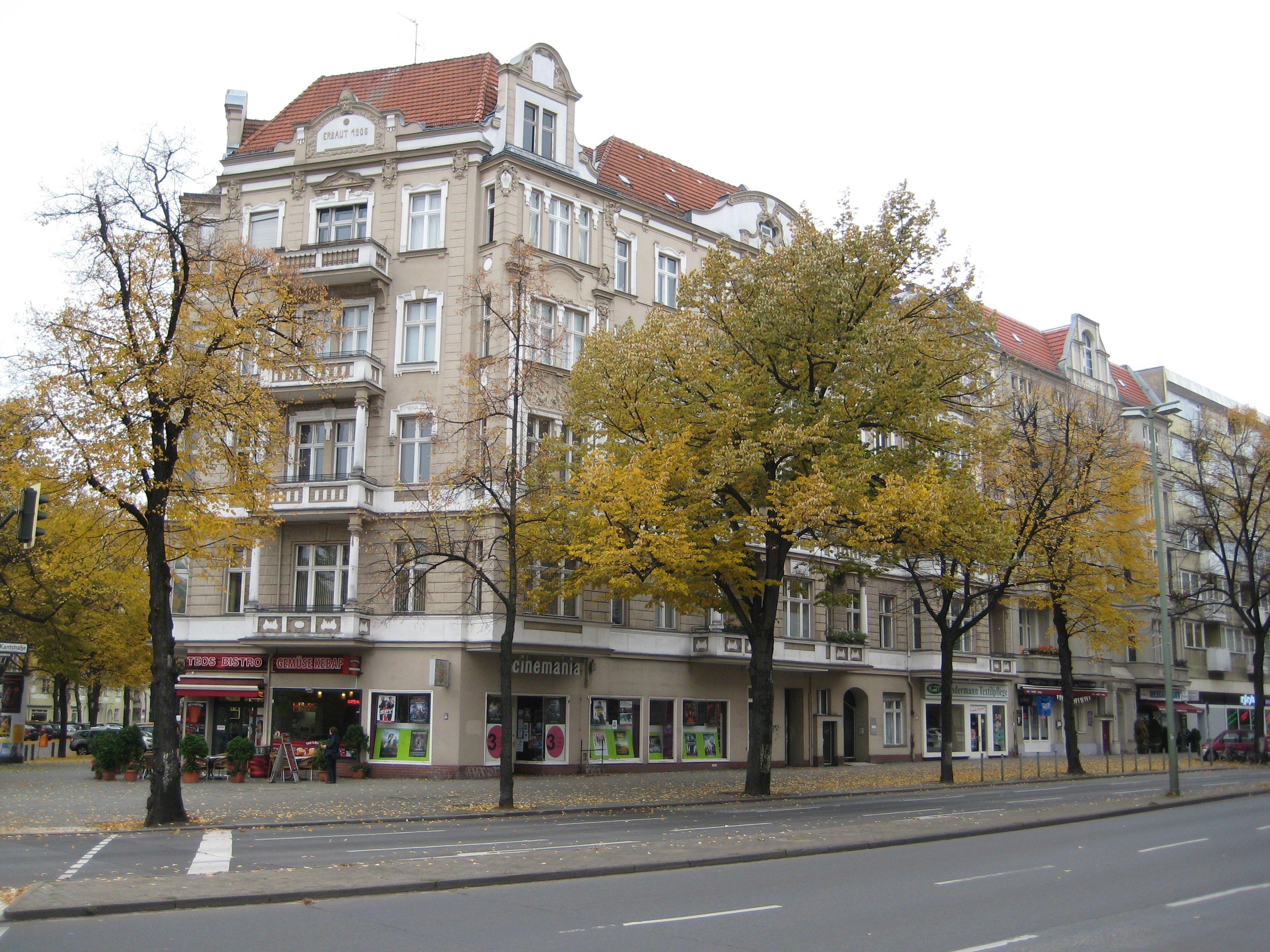
Gebäude des Zellwollrings, 2015

- Das Gebäude der Reichsvereinigung Eisen in Berlin-Wilmersdorf, Badensche Straße 24; zerstört bzw. abgerissen, Neubau als Geschäftshaus

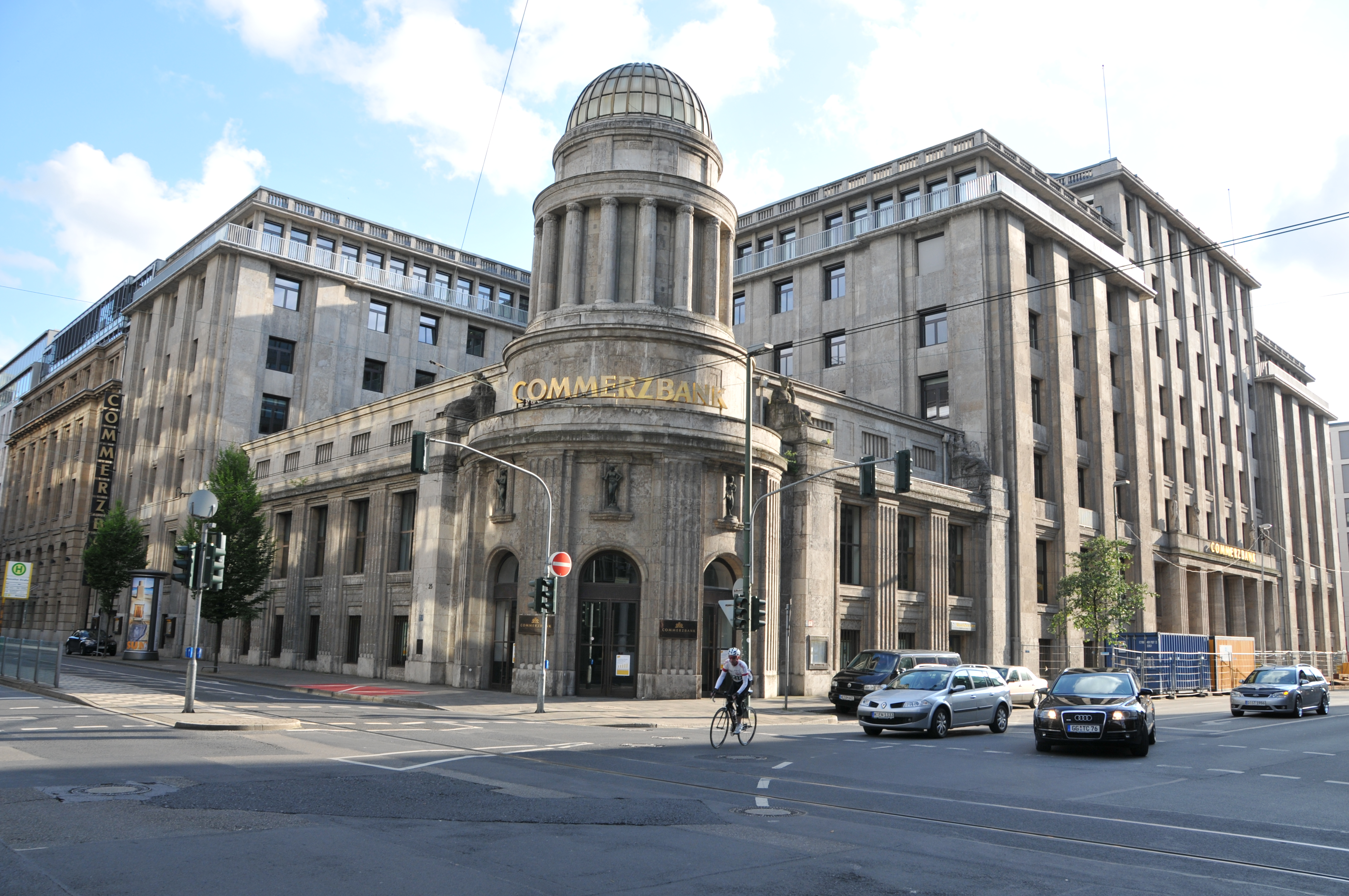
Commerzbank-Gebäude in Düsseldorf, darin die Internationale Röhrenkonvention von 1926 als Untermieter

- Das Hauptgebäude der Commerzbank in Düsseldorf, Benrather Straße 25 (zwischen 1933 und 1945 Hermann-Göring-Straße); Hier war u. a. auch die "Internationale Röhrenkonvention" (International Tube Convention) angesiedelt. Diese wurde 1926 als kontinentaleuropäisches Kartell für Stahlröhren gegründet, 1929 zum internationalen Verband erweitert und 1935 als „association ouverte“ neu gegründet.[9] In diesem Kartell waren Belgien, Frankreich, Deutschland, Polen, die Tschechoslowakei, Ungarn, die Vereinigten Staaten und Großbritannien Mitglieder.

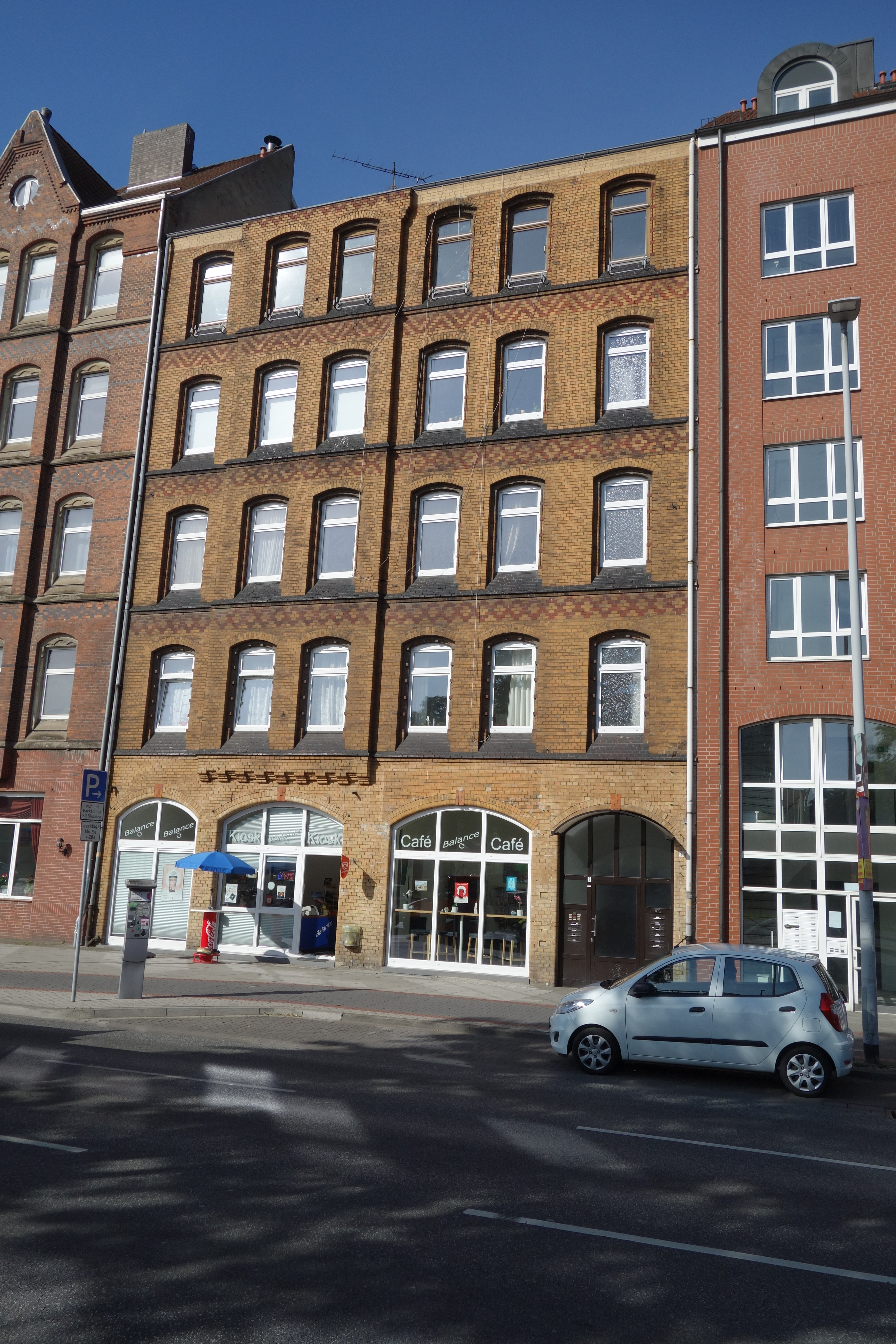
Sitz des früheren Niedersächsischen Kohlensyndikats in Hannover, Brühlstraße 1

- Das Gebäude der Niedersächsisches Kohlensyndikat GmbH in Hannover, Brühlstraße 1. Dies war ein Vertriebskartell für die niedersächsische Steinkohle und zugleich ein Zwangskartell, das 1919 auf gesetzlicher Basis eingerichtet wurde und bis 1945 bestand.

### Frankreich
- Longwy/Lothringen: das Gebäude des Comptoir métallurgique de Longwy, 1876–1921, Mitglieder: Rohstahlhütten von Französisch-Lothringen. Bedeutung: im 19. Jahrhundert (bis zum Ersten Weltkrieg) bekanntestes und umsatzstärkstes französisches Kartell. Gebäude: umgenutzt, ohne Denkmalschutz.
- Paris, rue du Faubourg 164: das erste Gebäude des Comptoir Siderurgique de France, belegt für 1919.[10] Dieser Verband war das französische nationale Stahlkartell. Das Comptoir war privilegiertes Gründungsmitglied im Internationalen Stahlkartell zwischen 1926 und 1931.

- Paris, rue Paul-Cezanne 1: das zweite Gebäude des Comptoir Siderurgique de France, belegt für 1938.[11] Dieser Verband war das französische nationale Stahlkartell. Das Comptoir war privilegiertes Gründungsmitglied im neu gegründeten Internationalen Stahlkartell von 1933 bis 1939.
- Paris: das Gebäude, in welchem die neu gegründete Aluminium Association (AA) ab 1912 residierte. Die AA war ein europäisches Quoten- und Preiskartell, das nicht direkt verkaufte, aber den Aluminium-Absatz der nationalen Gruppen verzeichnete.

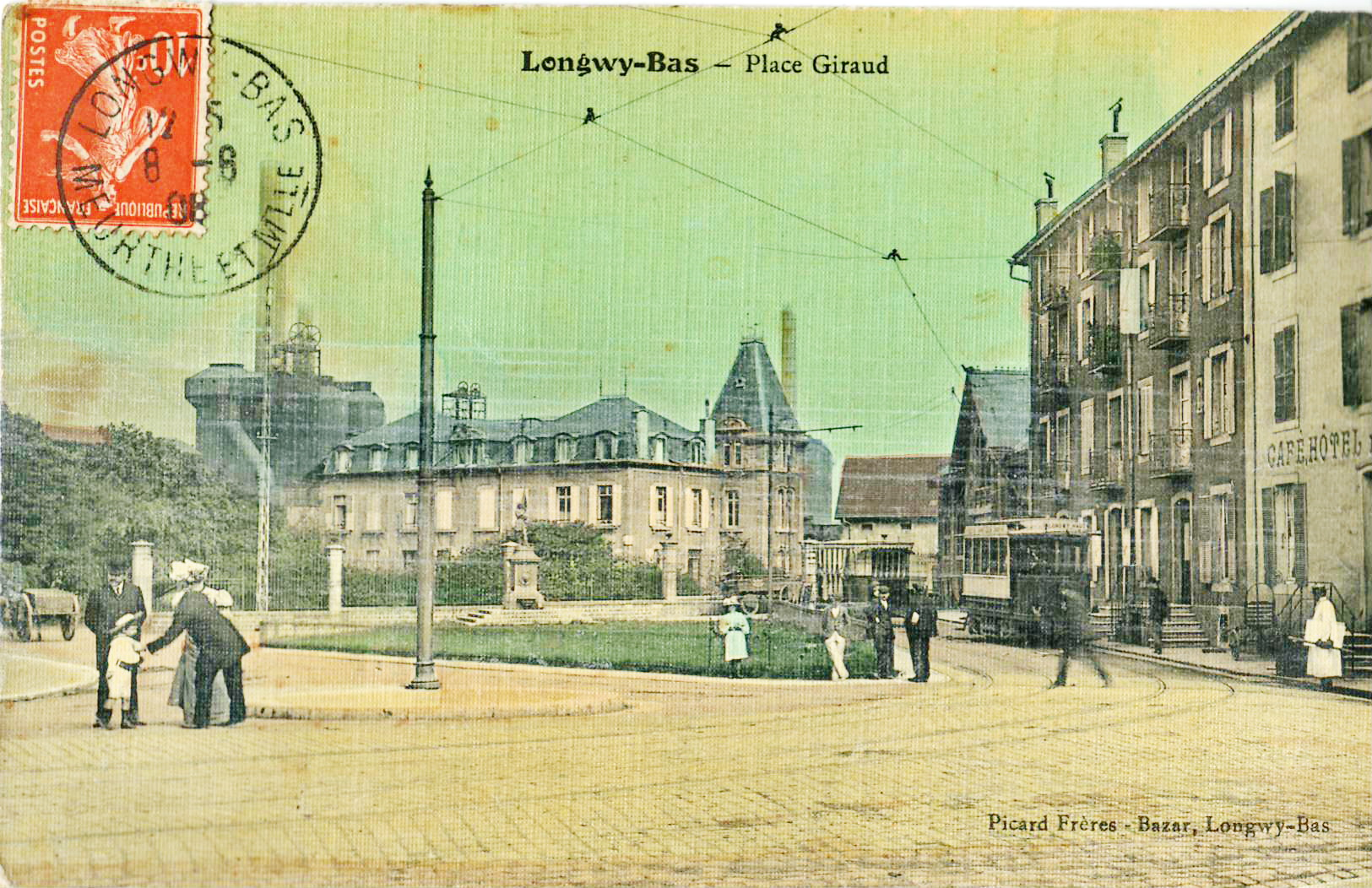
Comptoir-Gebäude am Place Giraud, Longwy Bas, vor 1914
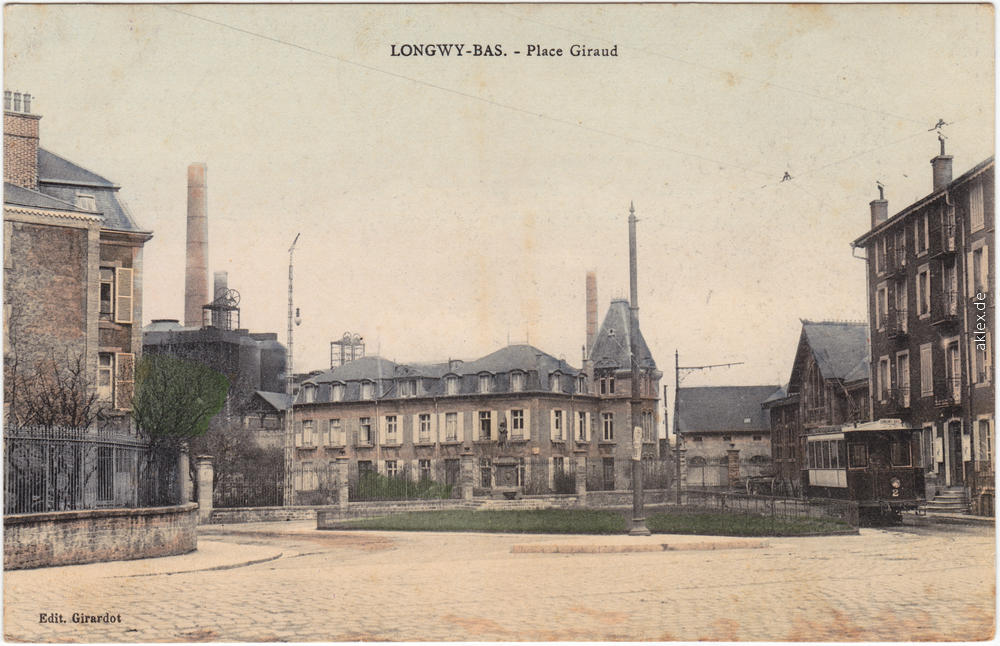
Comptoir-Gebäude am Place Giraud, Longwy Bas, Postkarte verschickt im Ersten Weltkrieg
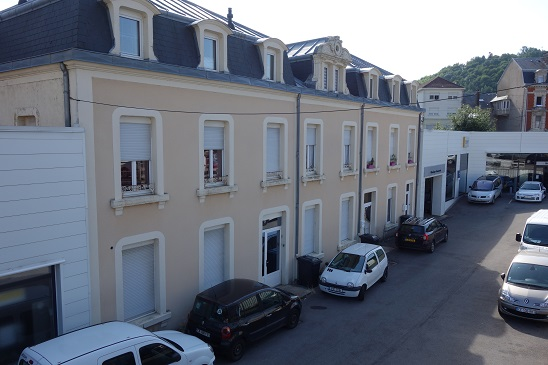
Früheres Gebäude des Comptoir de Longwy von vorne links, 2017
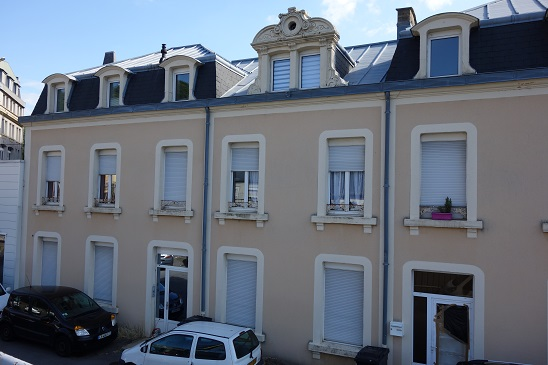
Früheres Gebäude des Comptoir de Longwy von vorne rechts, 2017
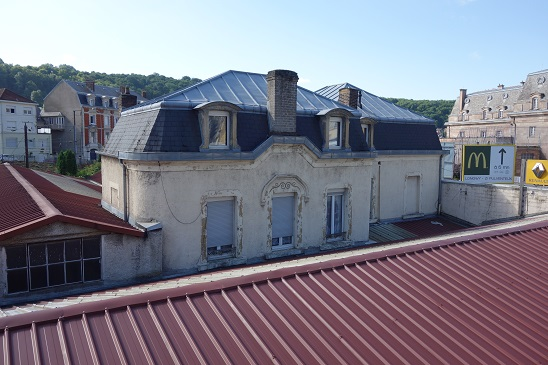
Früheres Gebäude des Comptoir de Longwy von hinten, 2017
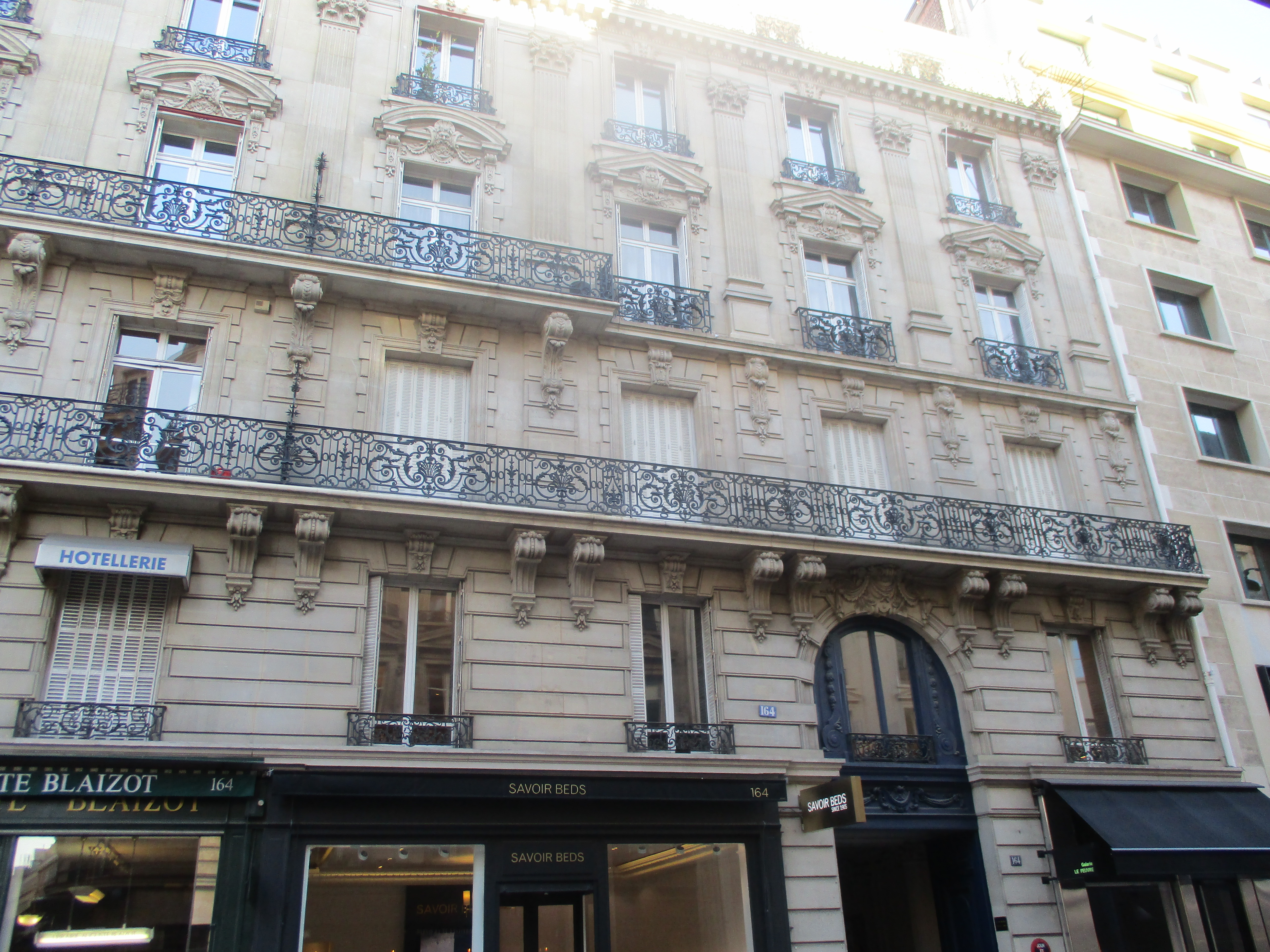
Gebäude des vormaligen Comptoir Siderurgique de France (164 rue du Faubourg-Saint-Honoré)

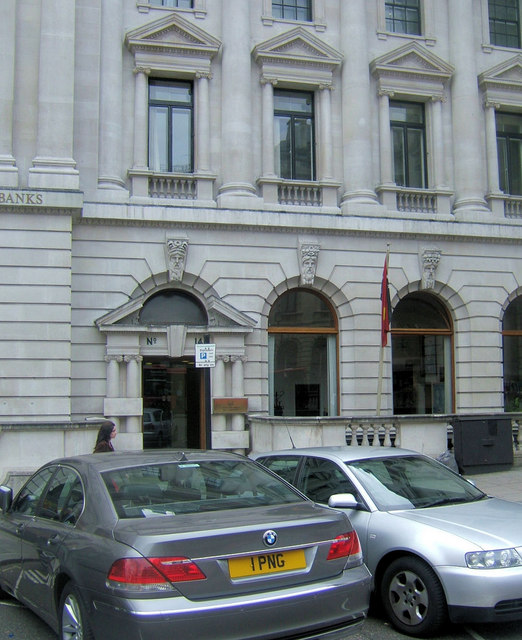
International Black Sheets Comptoir (14 Waterloo Place)

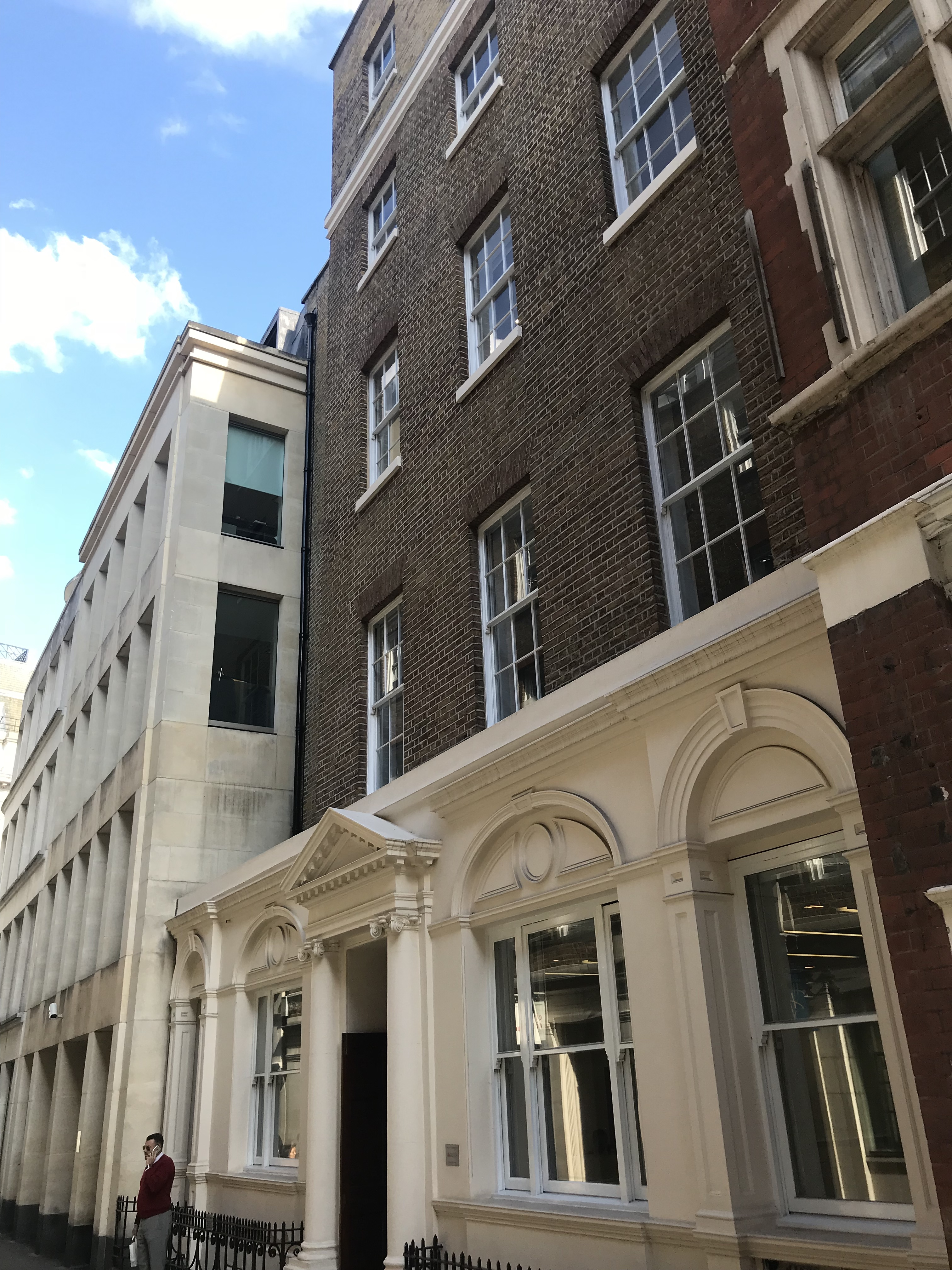
International Rail-Makers Association (IRMA), 11 Ironmonger Lane

### Großbritannien
In Großbritannien war die Hauptstadt London ein beliebtes Quartier besonders für internationale Kartelle. Andere Standorte für Kartelle waren in Großbritannien seltener.
- Birmingham: „The British Locomotive Tube Ass., Birmingham“: „Das geschlossenste englische Röhrenkartell […]“, welches über das „Lokomotivenrohr-Abkommen“ in das internationale Röhrenkartell eingebunden war.[12]
- London (Westminster): das Steelhouse, Tothill Street. Dieses war der Sitz der British Iron & Steel Federation, der British Iron and Steel Corporation Limited and auch der British Steelwork Association.[13] Während die “Association” und die “Federation” politische Organe waren, erledigte die “Corporation” die praktische Verkaufs- und Verrechnungsarbeit.
- London, SW 1: das Gebäude der Internationalen Schwarzblech-Verkaufsstelle (International Black Sheets Comptoir) von 1936, 14 Waterloo Place. In diesem Exportkartell waren Belgien, Frankreich, Deutschland, Luxemburg, Polen, die Tschechoslowakei und Großbritannien, Dänemark, die Niederlande und Italien Polen reguläre Mitglieder. Die Vereinigten Staaten waren dem Kartell durch Einzelabmachungen angeschlossen.

- London: das Gebäude 11 Ironmonger Lane, in dem das Internationale Schienenkartell (International Rail-Makers Association (IRMA)) ansässig war. Dieser Verband war Untermieter bei der Wirtschaftsprüfer-Firma Pest, Warwick, Mitchell & Co. (Chartered Accountants). Das bereits vorher bestehende Kartell war 1926 wiedergegründet worden. Mitglieder waren Belgien, Frankreich, Deutschland, Luxemburg, Polen, die Tschechoslowakei, Österreich, Ungarn, Großbritannien, die Vereinigten Staaten und zwei unabhängige Unternehmensgruppen.
- London, im gleichen Gebäude 11 Ironmonger Lane hatte das Internationale Weißblechkartell (International Tin Plate Association) seinen Sitz. Dieser Verband war 1934 gegründet worden. Mitglieder waren Frankreich, Deutschland, Großbritannien, die Vereinigten Staaten, Belgien und Norwegen. Italien war über einen Sondervertrag angeschlossen.

### Luxemburg
- Luxemburg (Stadt), das Gebäude der COLUMETA SA (Comptoir luxembourgeois de métallurgie), 1920–1976. Mitglieder: Stahlkonzerne ARBED, Terres Rouges. Gemeinsames Gebäude beider Konzerne und COLUMETA seit 1922. Bedeutung: gemeinsame Luxemburger Verkaufsstelle seit Lösung aus der Zollunion mit Deutschland resp. dem Ende der Syndizierung mit deutschen Stahlunternehmen. Das Gebäude steht seit 2013 als historischer Firmensitz der ARBED unter Denkmalschutz.

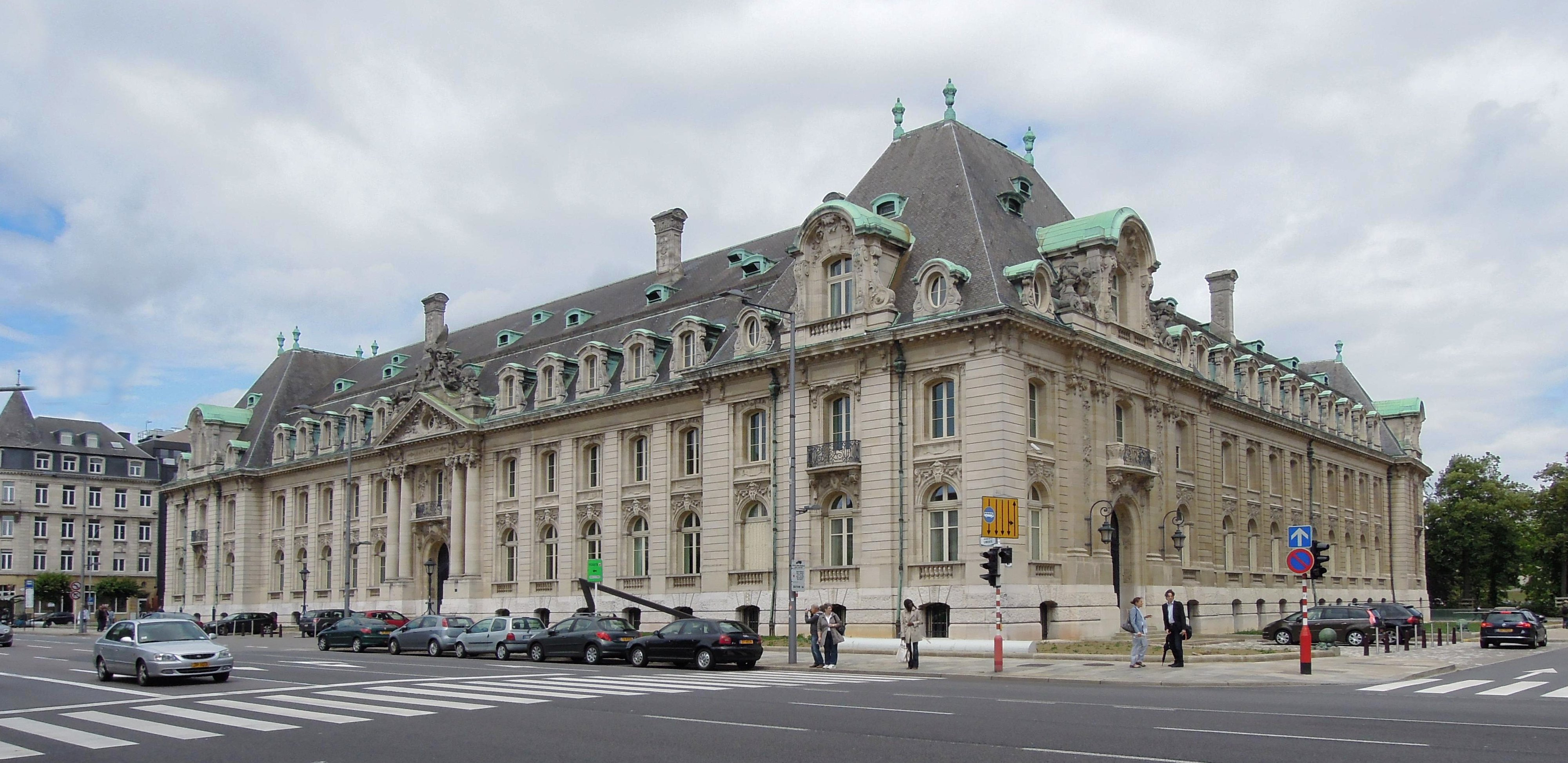
Früherer COLUMETA-Sitz, Ansicht von ca. 2010

### Niederlande
- Den Haag: das Gebäude des Nederlandsch Cement-Syndicaat (ca. 1900–1970), Bezuidenhoutseweg 1. Der Verband war ursprünglich in Rotterdam gegründet worden, verlegte aber später sein Verkaufsbüro nach dem Haag.

### Österreich (Wien)
Das österreichische Kartellwesen war eindeutig von der Dominanz der Stadt Wien als Kartellstandort geprägt. Das historische Wiener Kartell-Ensemble: zeichnet sich durch eine abgestufte geographische Reichweite der feststellbaren Kartelle aus. Die Zuständigkeit dieser Assoziationen reichte vom erweiterten Stadtgebiet (in der Regel Handwerkerkartelle) über Niederösterreich, Kronland/Republik Österreich, die K&K-Reichshälfte, Österreich-Ungarn insgesamt bis hin zum internationalen, u. U. globalen Verband. Architektonisch fallen die Wiener Kartellgebäude nicht auf: Sie weisen den gleichen Prunkstil der Nachbarhäuser auf und sind nicht durch spezifische Branchensymbole gekennzeichnet. Umzüge von Kartellsitzen, insbesondere von Kleinverwaltungen, die in große Etagenwohnungen passten, sind feststellbar.
- International

Internationale Ferrosiliziumgesellschaft in Wien mit Sitz in der Universitätsstr. 11 (bis 1930) und (ab 1931) in der Hegelgasse 13 (beide Innere Stadt) feststellbar (offenbar nur eingemietet: Etagenkartell).

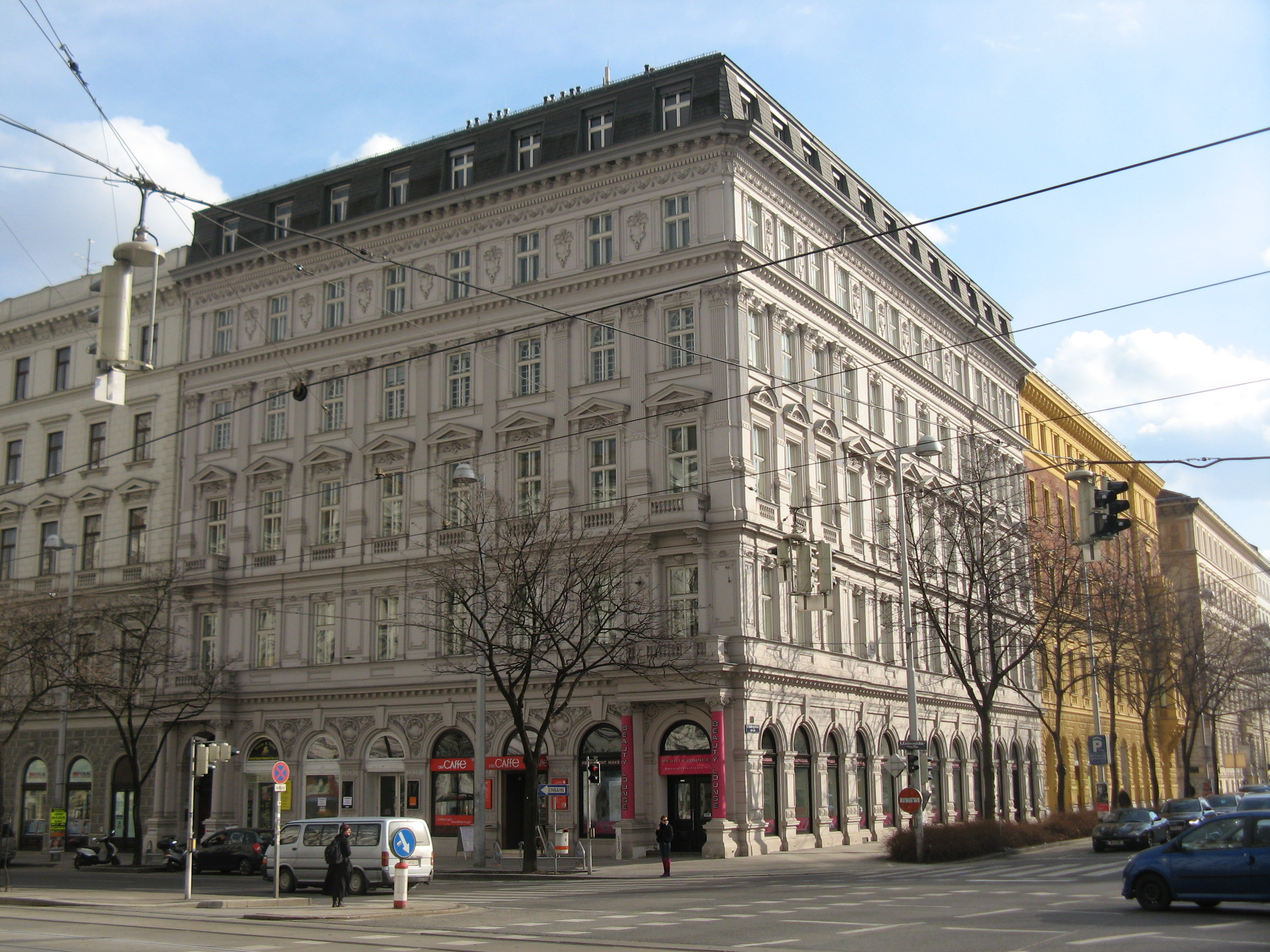
Ferrosiliziumgesellschaft (Universitätsstr. 11)
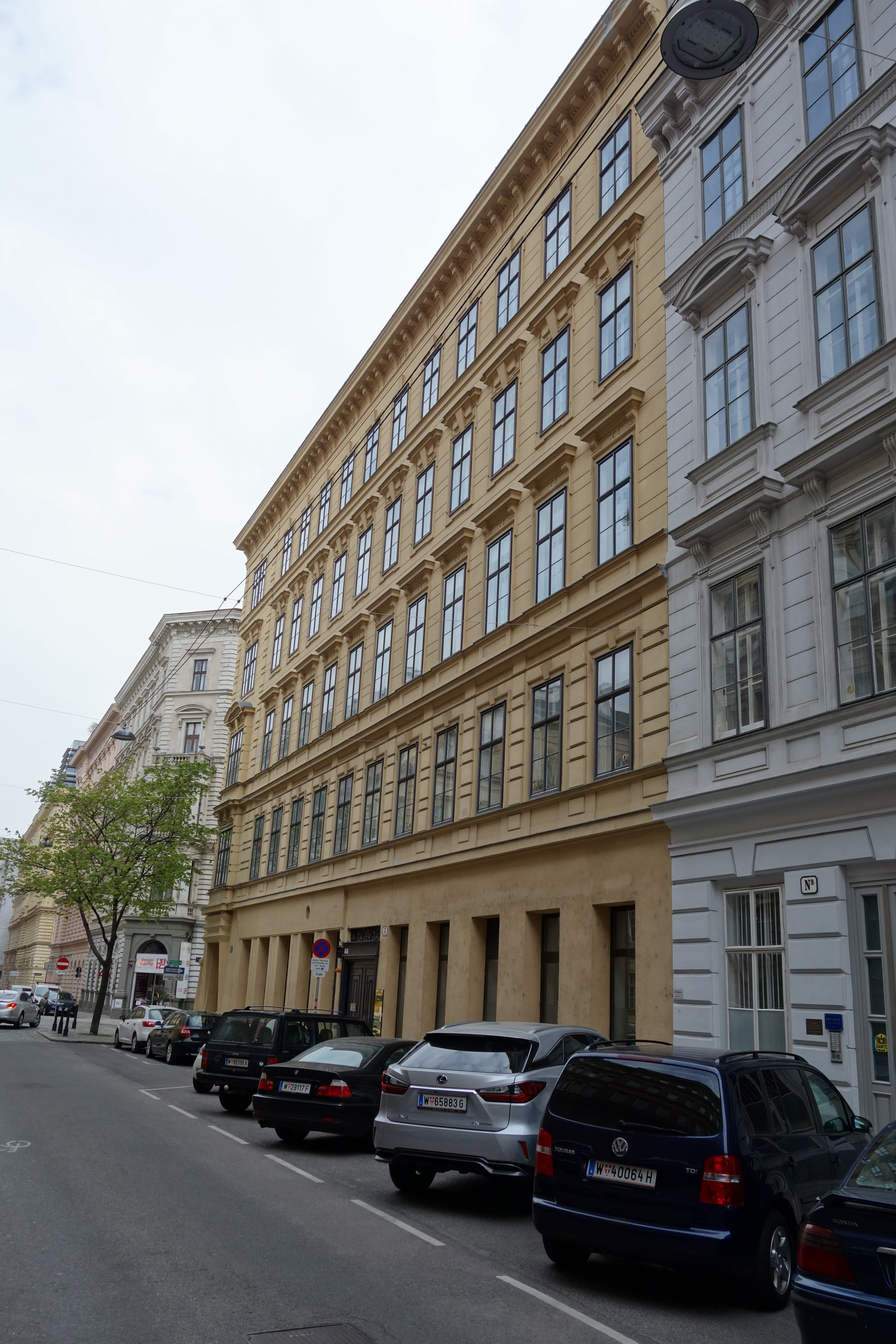
Ferrosiliziumgesellschaft (Hegelgasse 13)

- K&K (österreichisch-ungarisch)

Centralniederlage österreichischer & ungarischer Bindfadenfabriken, registrierte Genossenschaft, Maximilianplatz 2, Wien (später: Freiheitsplatz, Rooseveltplatz 2).
Einkaufsgenossenschaft der österreichisch-ungarischen Elektrizitätswerke, Mariannengasse 4 (befindlich seinerzeit im Verwaltungsgebäude der Wiener Stadtwerke-Elektrizitätswerke. Mariannengasse 4–6)

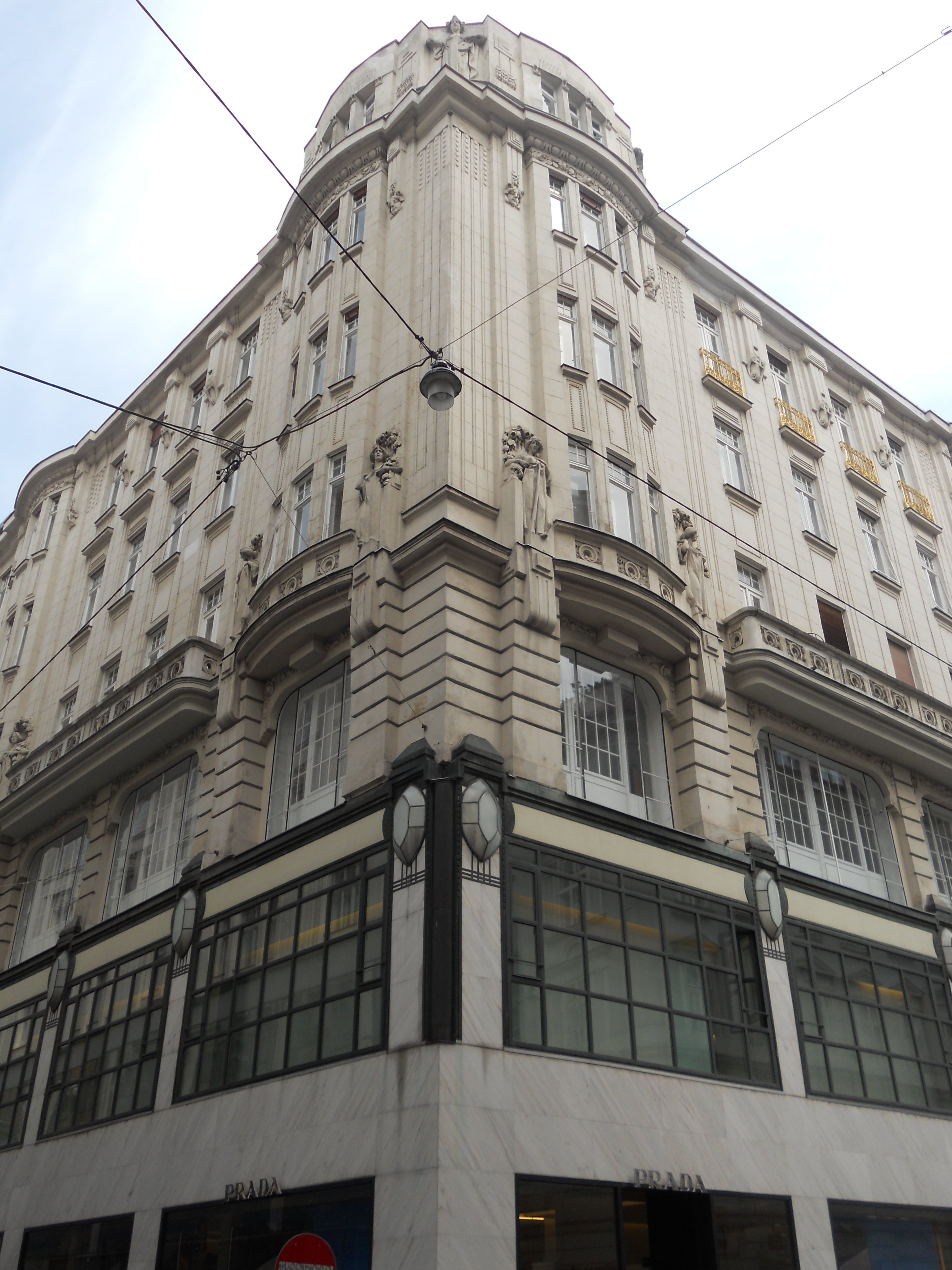
Genossenschaft der Vereinigten Sohlen- und Riemenlederfabriken (Wien, Liliengasse 3)

Einkaufs, Verkaufs- & Kreditgenossenschaft der österreichischen & ungarischen Schuhfabriken, Mariahilferstr. 17 (dort war 1914 auch das Photoatelier Titian, Wien/Vienna, großes Gebäude mit Mehrparteiennutzung)
Zentral-Verkaufsbureau vereinigter österreichisch-ungarischer Strickgarn-Spinnereien GmbH, Lindengasse 41, Wien

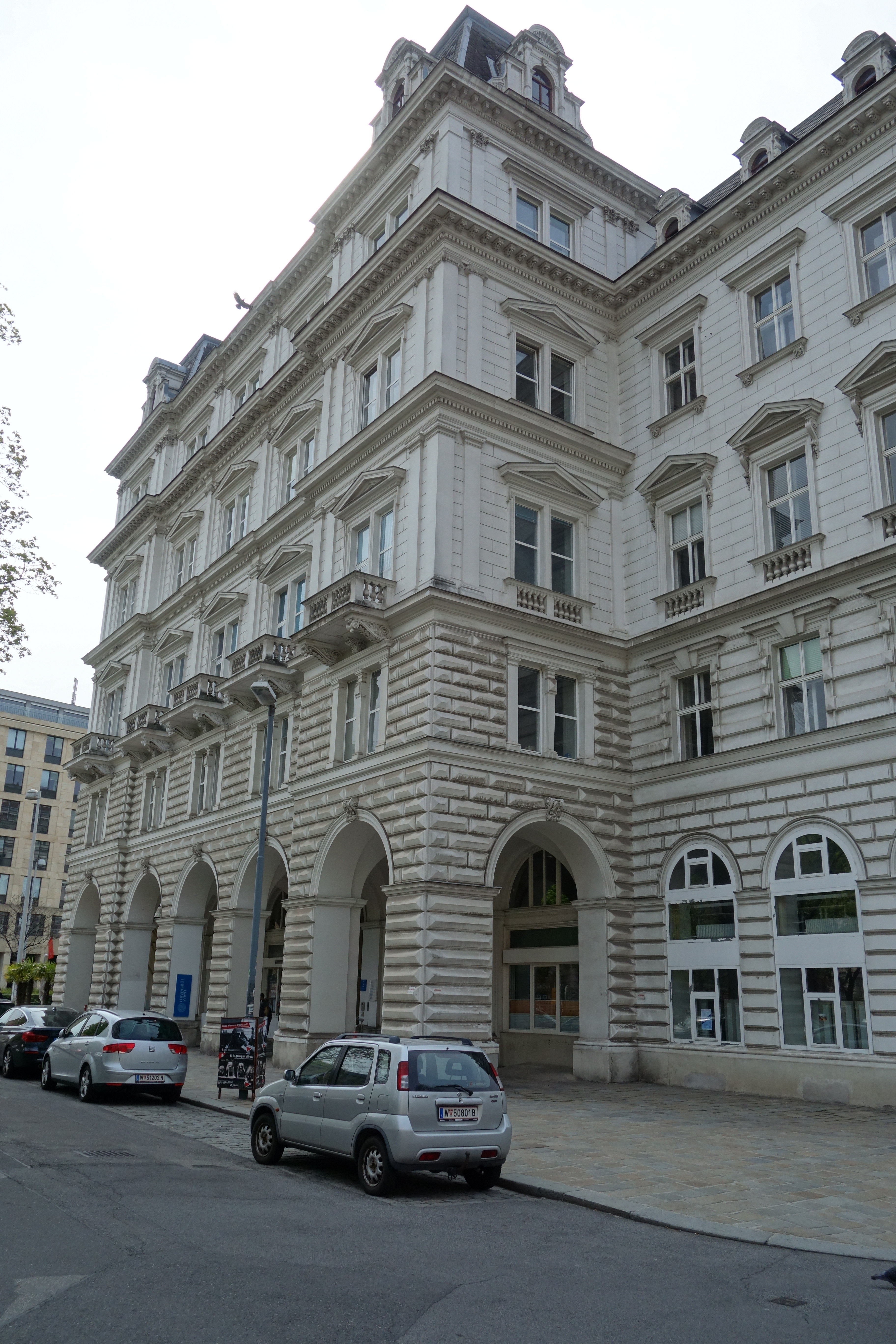
Centralniederlage österreichischer & ungarischer Bindfadenfabriken (Maximilianplatz 2  [jetzt Rooseveltplatz 2])
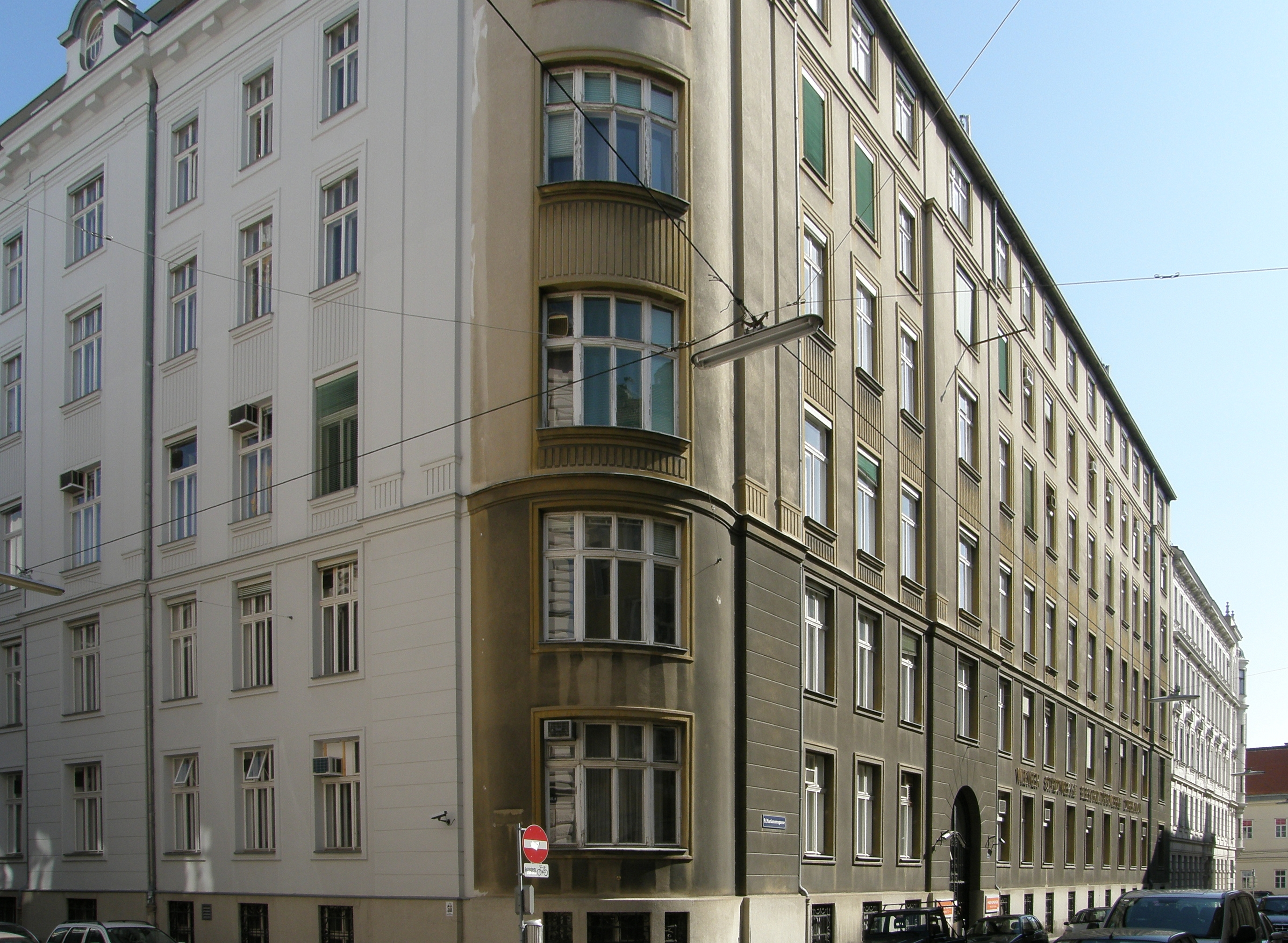
Einkaufsgenossenschaft der österreichisch-ungarischen Elektrizitätswerke (Mariannengasse 4)
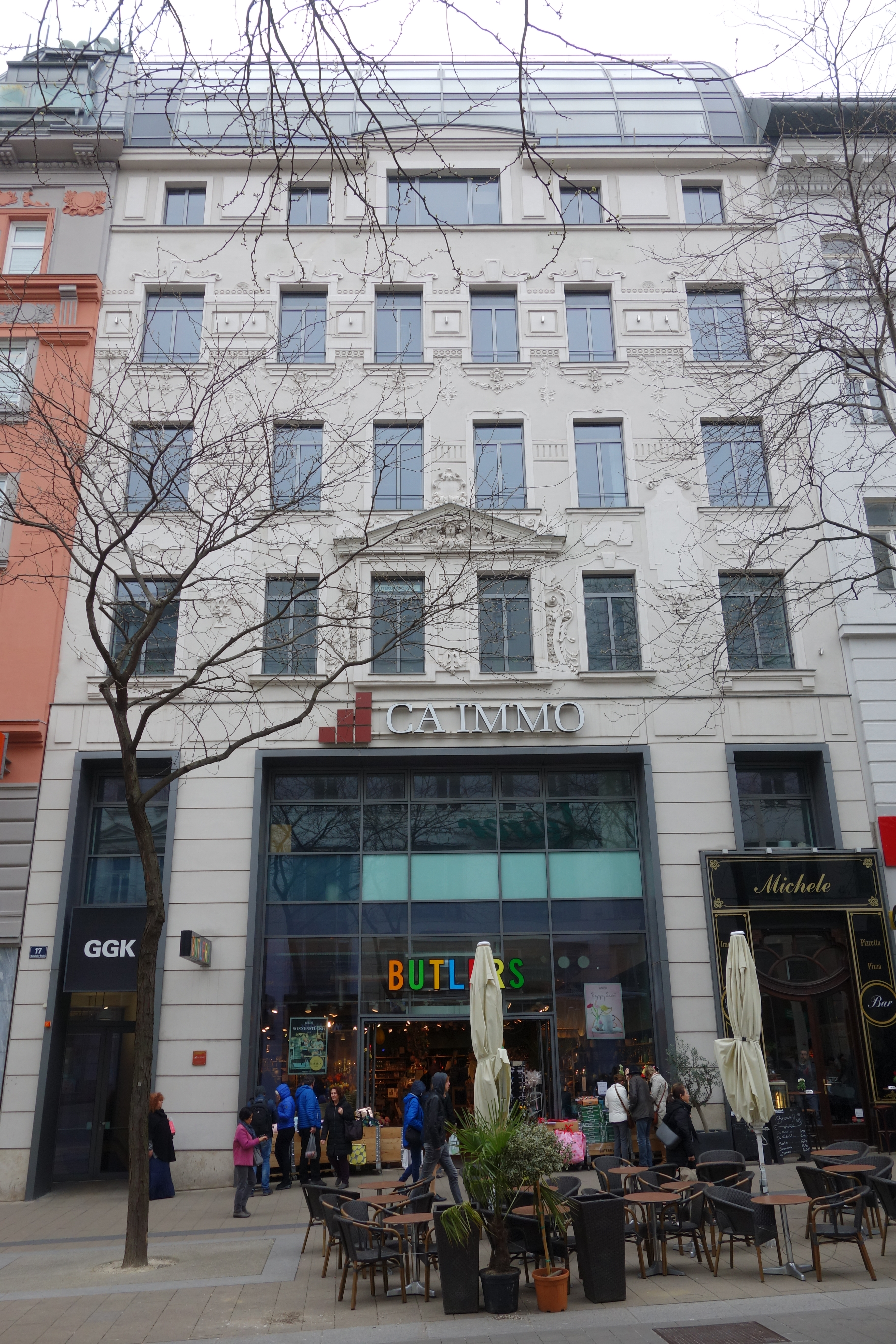
Einkaufs, Verkaufs- & Kreditgenossenschaft der österreichischen & ungarischen Schuhfabriken (Mariahilferstr. 17)
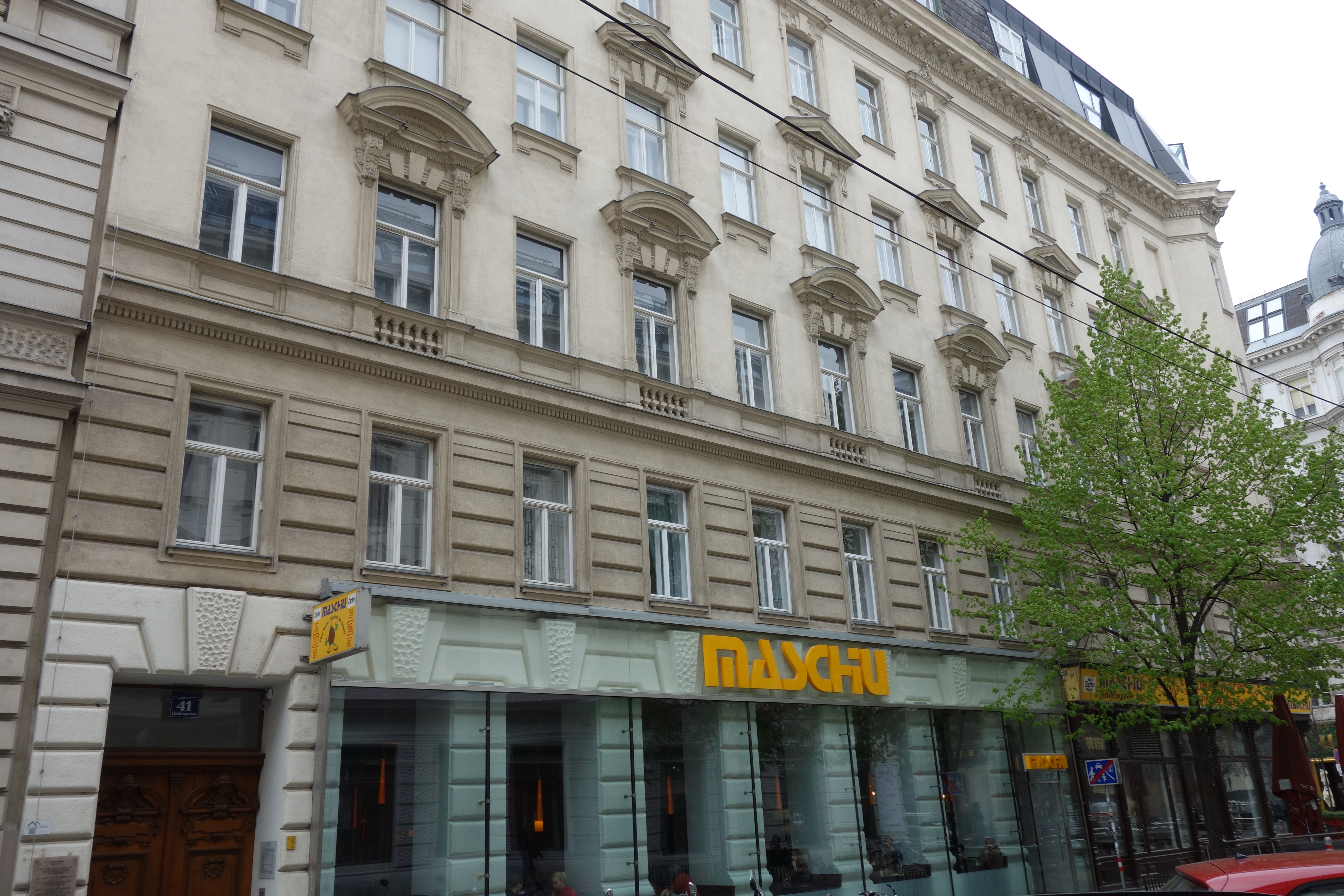
Zentral-Verkaufsbureau vereinigter österreichisch-ungarischer Strickgarn-Spinnereien (Lindengasse 41)

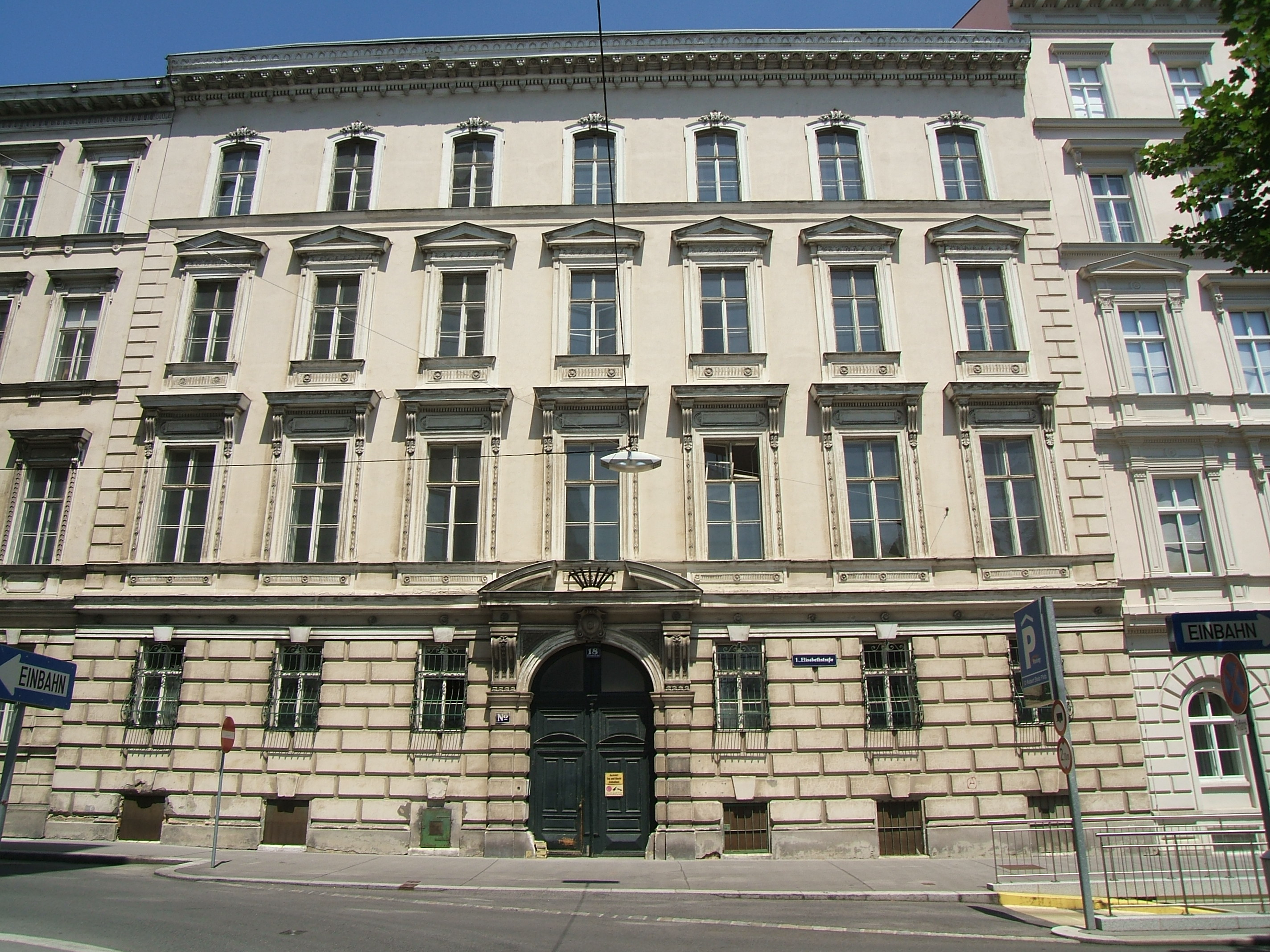
Genossenschaft der österreichischen Zuckerfabriken (Palais Mayr Elisabethstr 18)

- Österreichischer K&K-Reichsteil (mit Böhmen und Galizien)

„Genossenschaft der österreichischen Zuckerfabriken GmbH“ (Name auch auf Tschechisch und Polnisch genannt), gegründet 1896, Elisabethstr. 18. Gebaut in 1862 als Palais Mayr.
- Österreichisch (Kronland oder Republik)

Hauptverkaufsstelle österreichischen Zement-Fabriken, GmbH: Ditscheinergasse 2 (Stadtteil: Landstraße)
Zementverkaufsstelle Ostmark GmbH, Seilerstätte 13, Wien (Innere Stadt (westl. von Stadtpark))
Einkaufsgenossenschaft des Verbandes der Elektrizitätswerke, Schleifmühlgasse 4
Einkaufsgenossenschaft des Verbandes österreichischer Lokalbahnen, Schleifmühlgasse 4
Verkaufsbüro österreichischer Gipswerke, Rudolf von Alt-Platz 7, Wien (Wien-O)

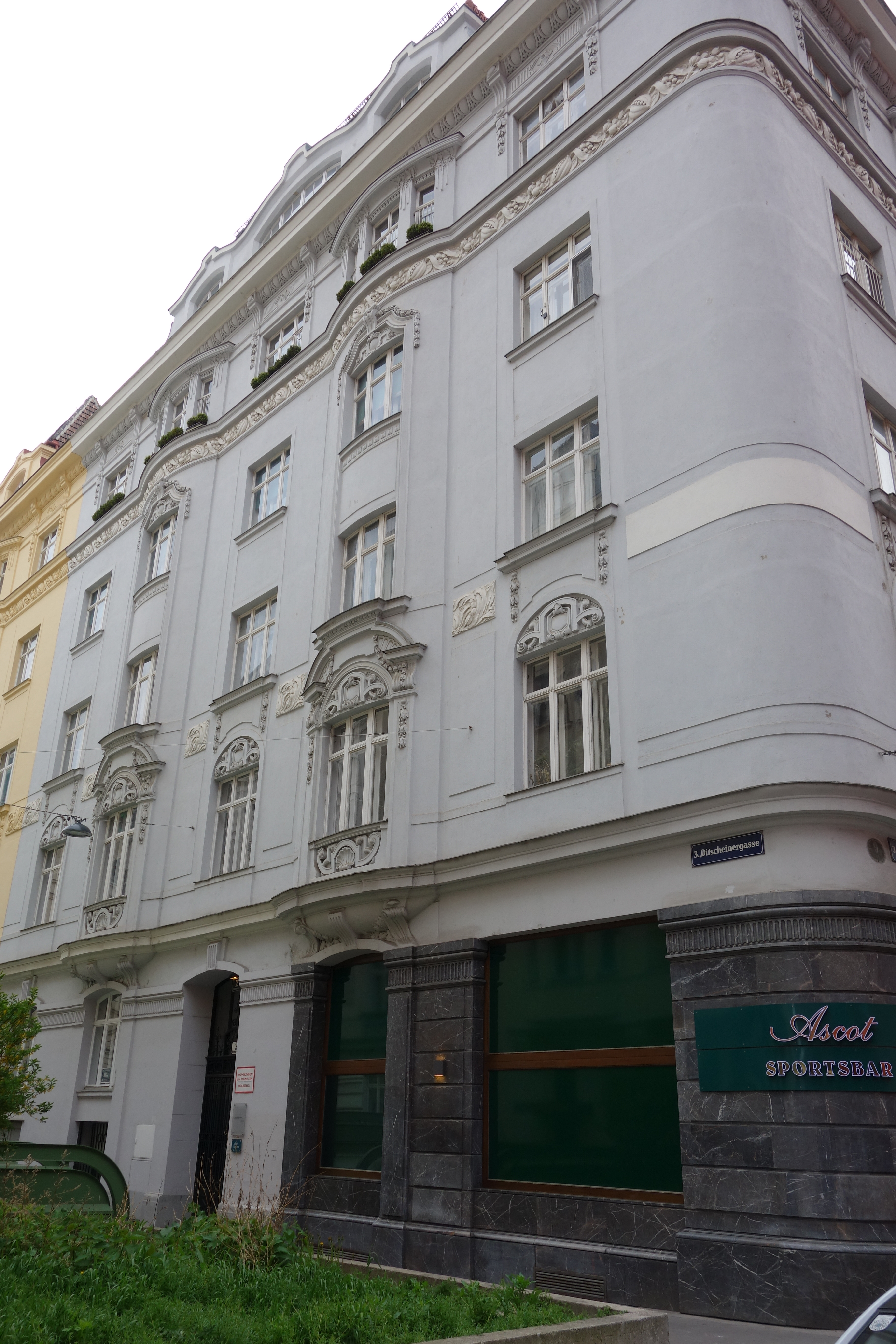
Hauptverkaufsstelle österreichischen Zement-Fabriken (Ditscheinergasse 2)
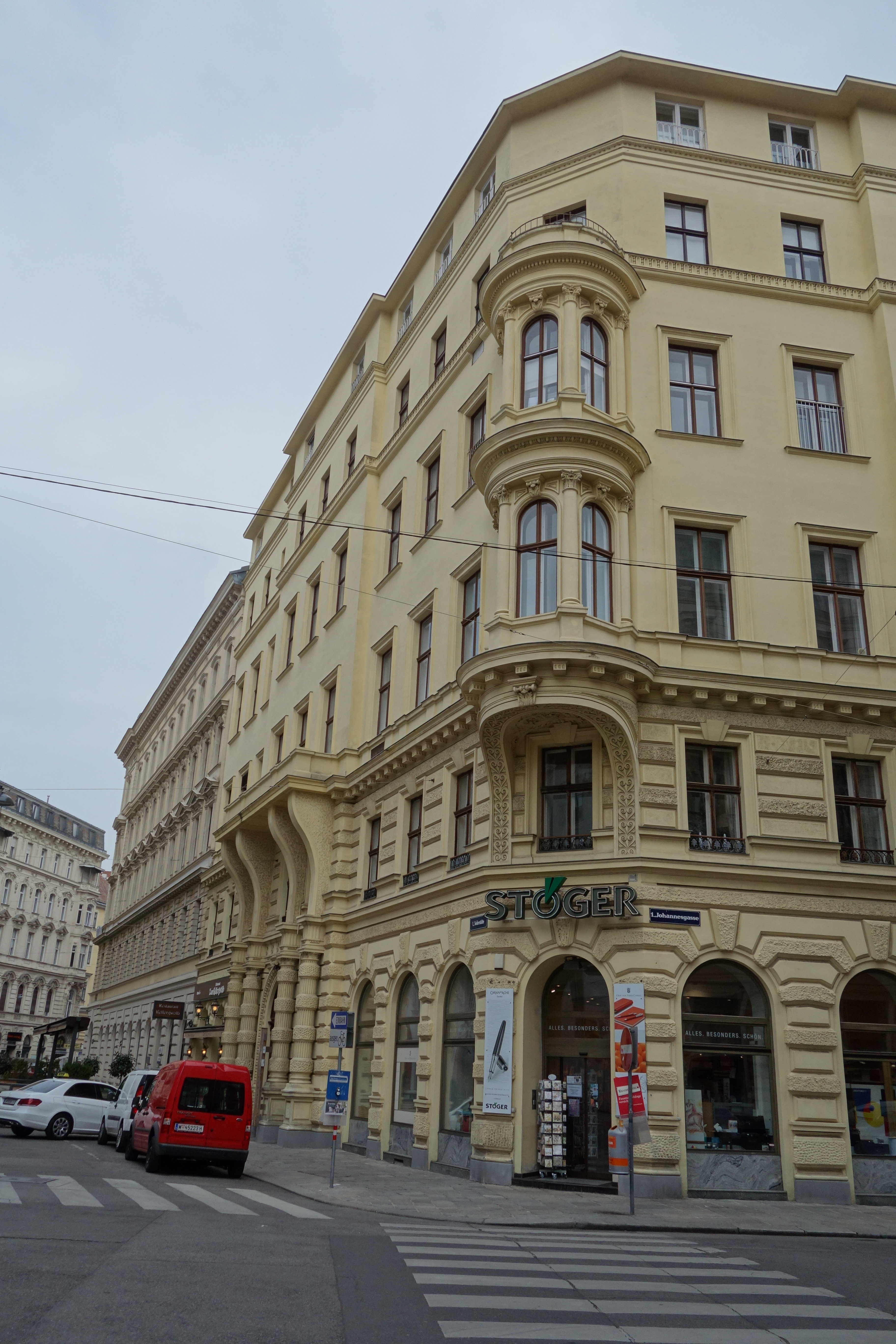
Zementverkaufsstelle Ostmark GmbH (Seilerstätte 13)
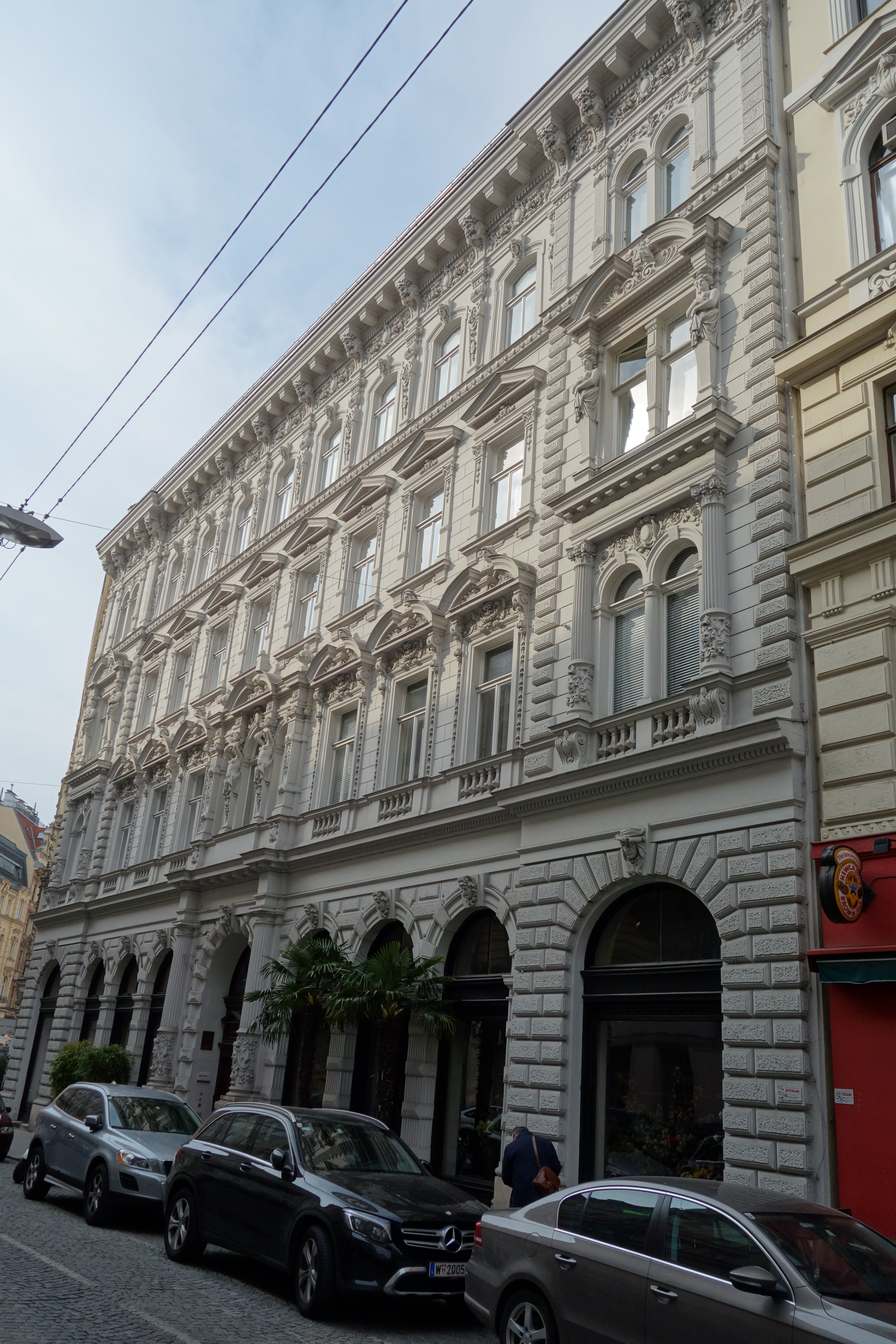
Einkaufsgenossenschaft des Verbandes österreichischer Lokalbahnen (Schleifmühlgasse 4)
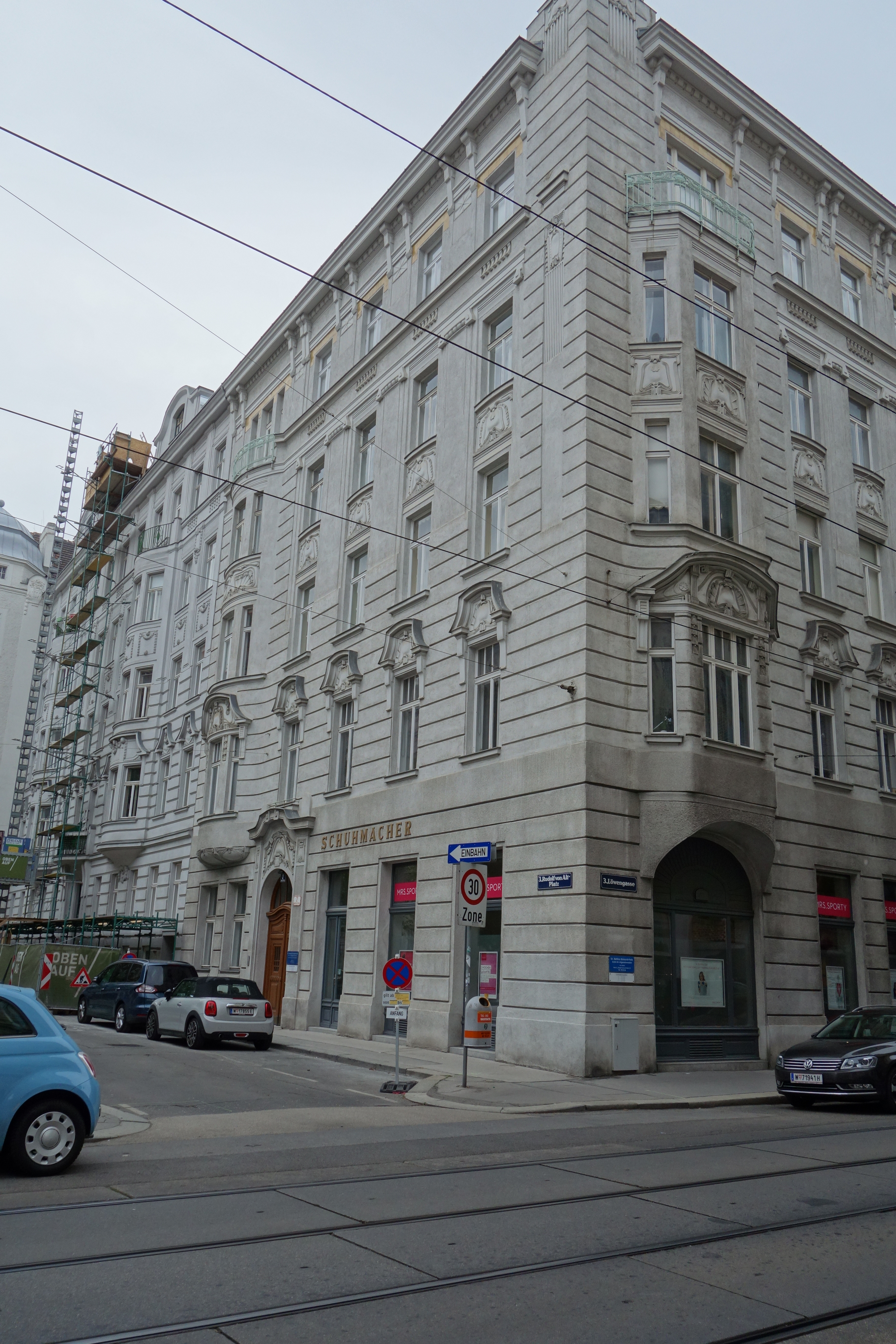
Verkaufsbüro österreichischer Gipswerke (Rudolf von Alt-Platz 7)

- Niederösterreichisch

Verkaufsgenossenschaft niederösterreichischer Kalkwerke, Plankengasse 6, Wien (Wien-Innere Stadt)
Verkaufsbüro niederösterreichischer Waldbesitzer, Schauflergasse 6, Wien (Wien-Innere Stadt)

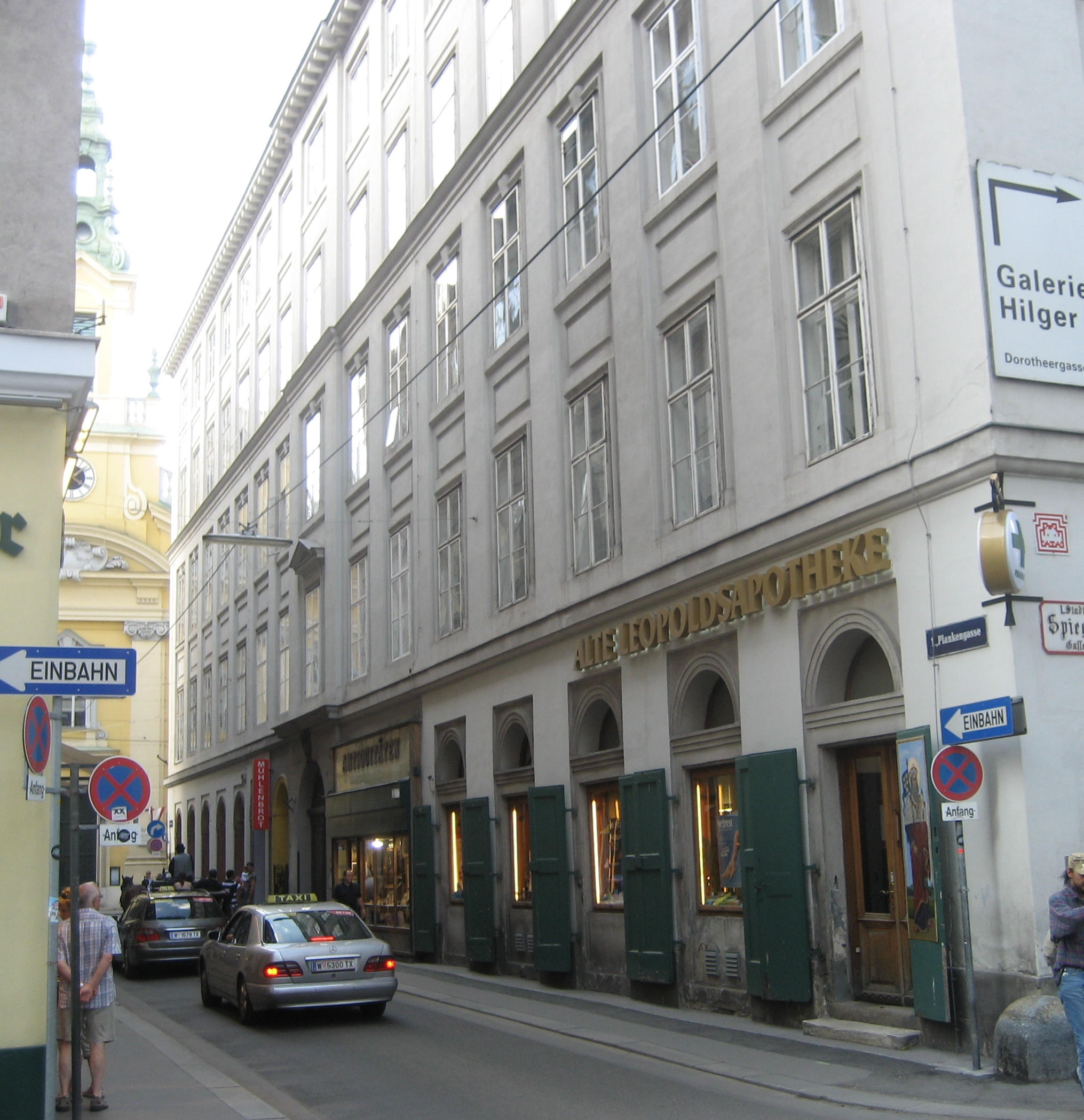
Verkaufsgenossenschaft niederösterreichischer Kalkwerke (Plankengasse 6)
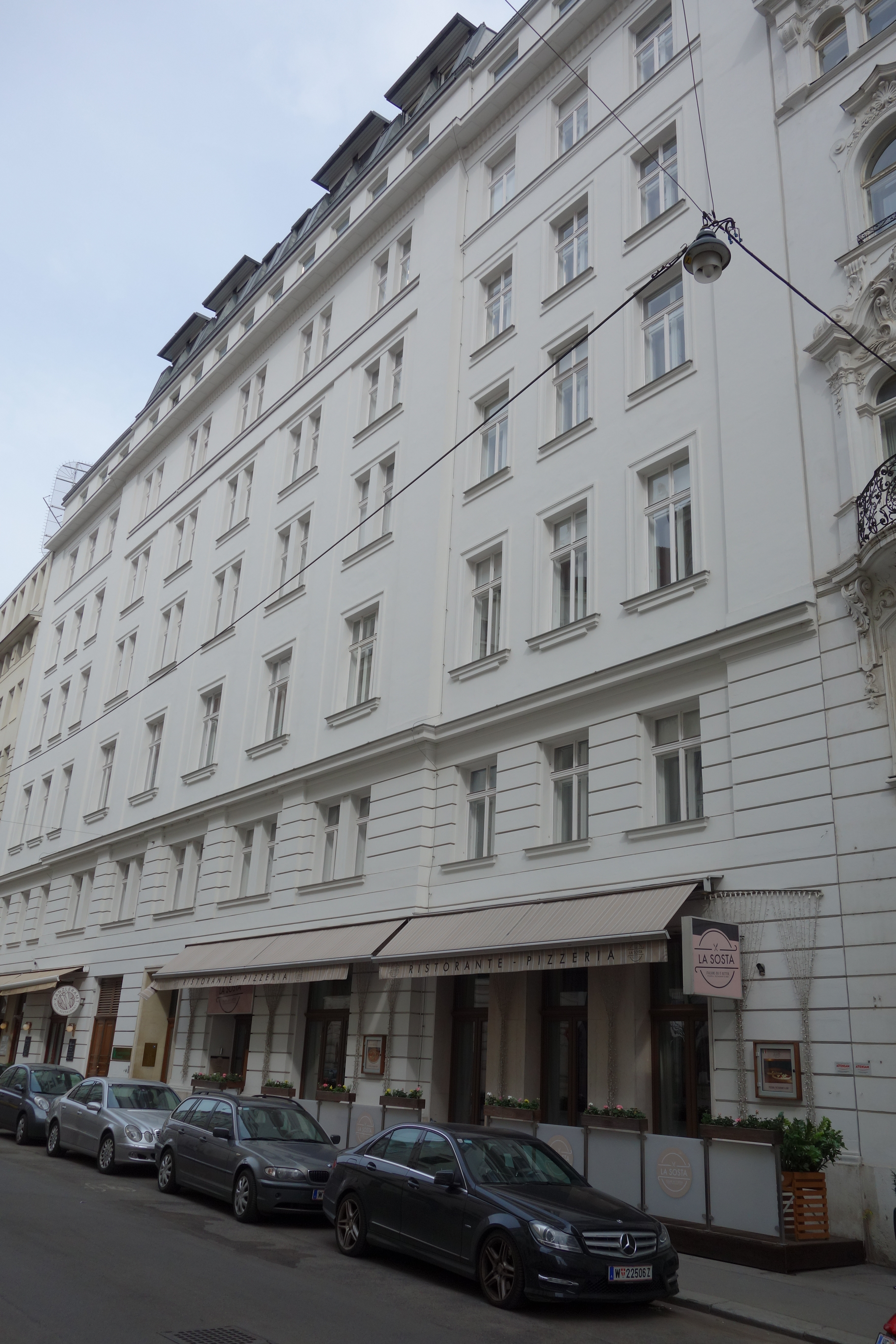
Verkaufsbüro niederösterreichischer Waldbesitzer (Schauflergasse 6)

- Städtisch-Wienerisch

Einkaufs, Verkaufs- & Kreditgenossenschaft der Vereinigten Sohlen- und Riemenlederfabriken in Wien, Weihburggasse 9 (Eckhaus zusammen mit Liliengasse 3, d. h. mit zwei Eingängen, je einer zu den kreuzenden Straßen).
Zentralwirtschaftsgenossenschaft der Schumachermeister in Wien. Kirchengasse 32 (Querstr. von Mariahilferstr.).
Zentral-Einkaufs-Genossenschaft der österreichischen Friseure und Friseurgenossenschaften in Wien, Mollardgasse 1. Das Gebäude gehört seit 1910 der Wiener Friseurinnung.

### Polen
- Katowice: das Gebäude des „Syndikats der polnischen Eisenhütten“ (Syndykat Polskich Hut Żelaznych) in Katowice, Lompy 14. Der Verband hatte das Gebäude 1926 in Auftrag gegeben und nach Fertigstellung 1932 bezogen.[16] In jenem Wirtschaftsverband waren die Eisen- und Stahlproduzenten Polens zusammengeschlossen. Unter der gleichen Adresse untergebracht war die Nebenorganisation „Exportunion der polnischen Eisenhütten“ (Zwiazelc Eksportowy Polskich Hut Zelaznych).[17] Dieses nationale Exportkartell war assoziiertes Mitglied im Internationalen Stahlkartell zwischen 1927 und 1931 wie auch nach dessen Neugründung von 1933 bis 1939. Nach der Verstaatlichung der polnischen Stahlindustrie 1945/47 fiel das Haus unter die Zuständigkeit des Metallurgieministeriums in Warschau. 1947 wurde der sozialistische „Verband der Eisen- und Stahlmetallurgie“ im Gebäude ansässig. Nach der Systemwende 1989 wurde das Haus weiterhin für Industriezwecke genutzt. Seit 1991 ist der neu gegründete, kapitalistisch orientierte „Verband der polnischen Stahlindustrie“ (Hutnicza Izba Przemysłowo Handlowa) dort beheimatet.[18] Polish Steel Association

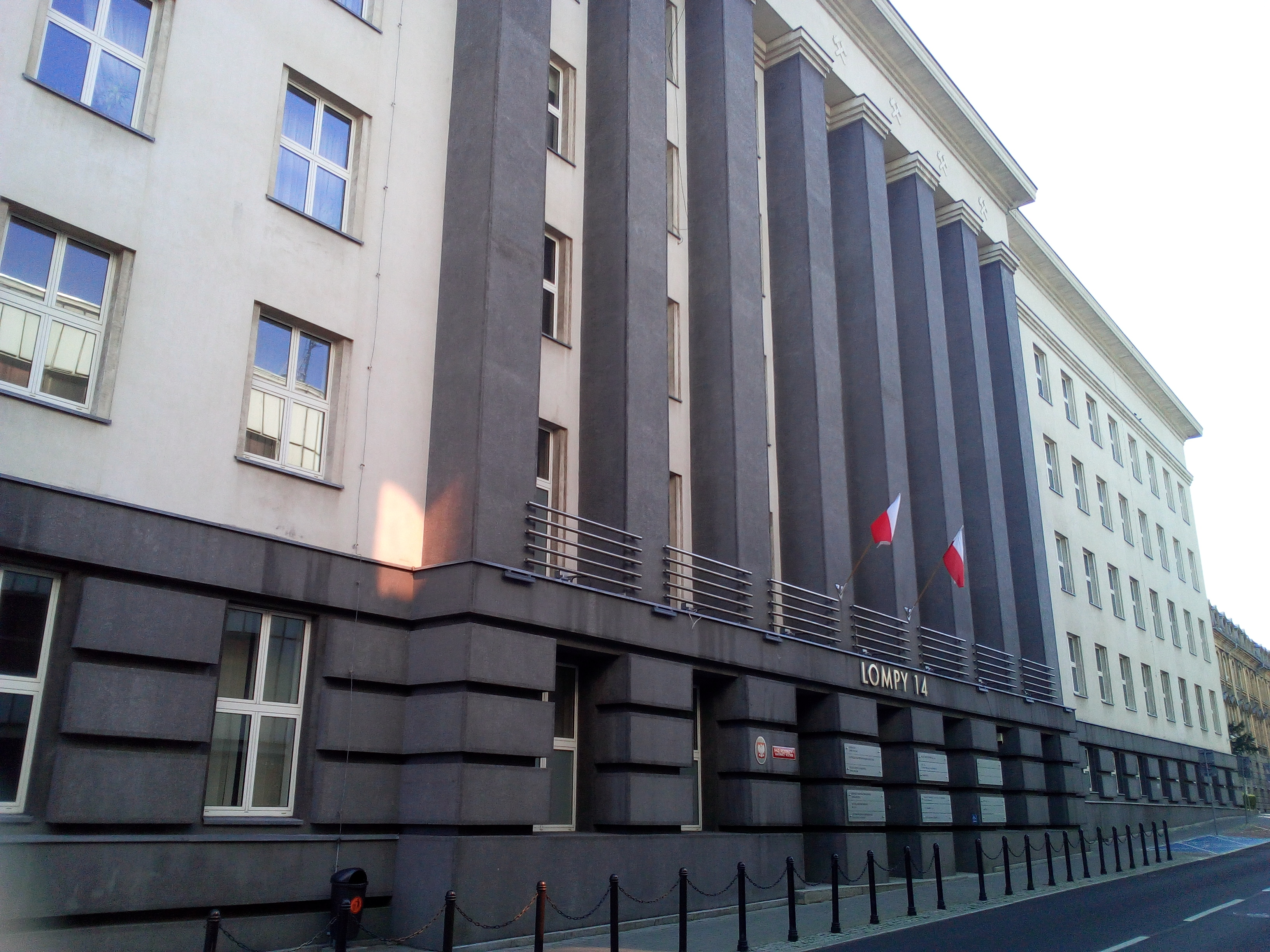
Gebäude des Syndikats der polnischen Eisenhütten, von links, erbaut 1926-32
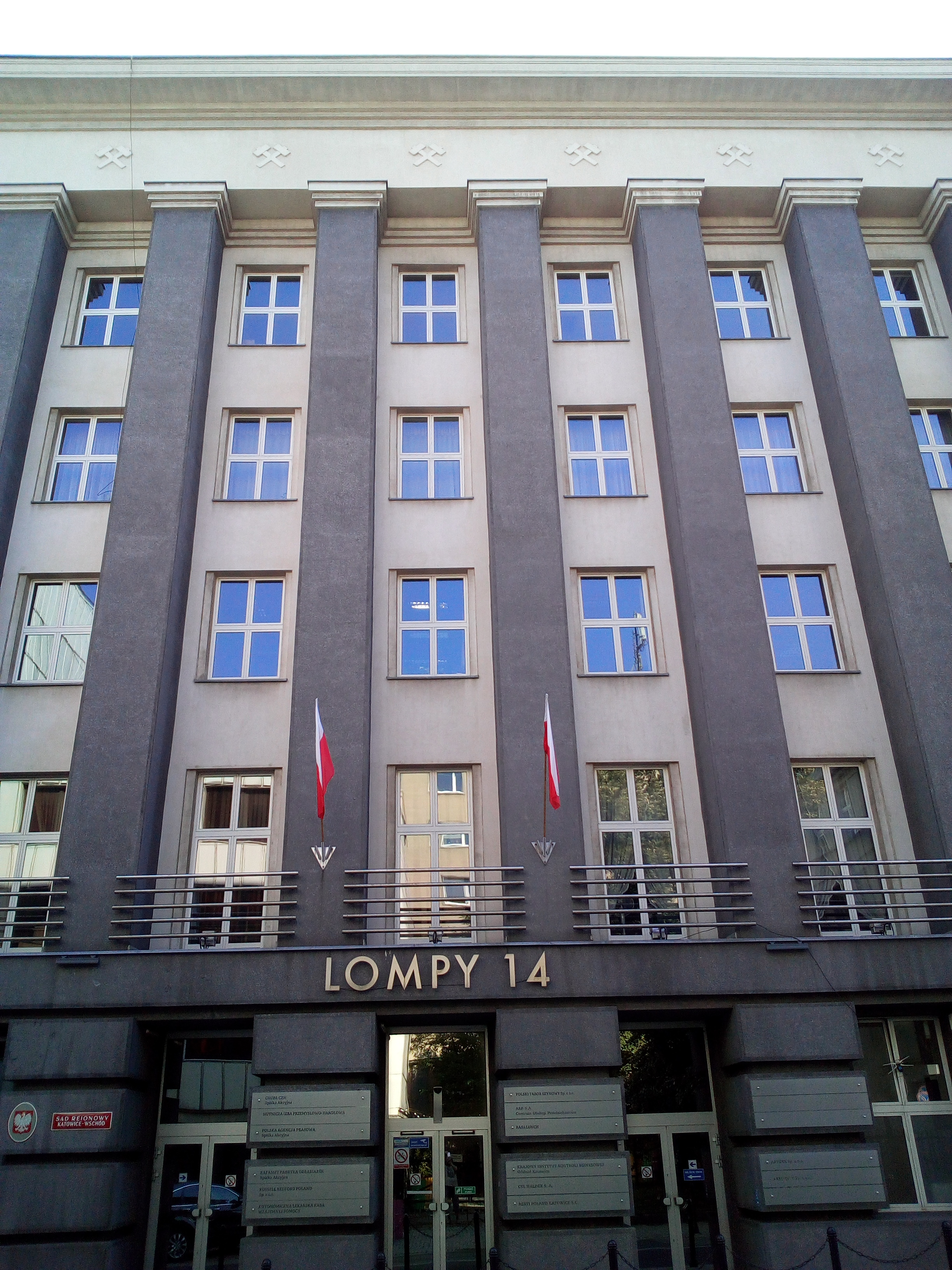
Fassadendekoration
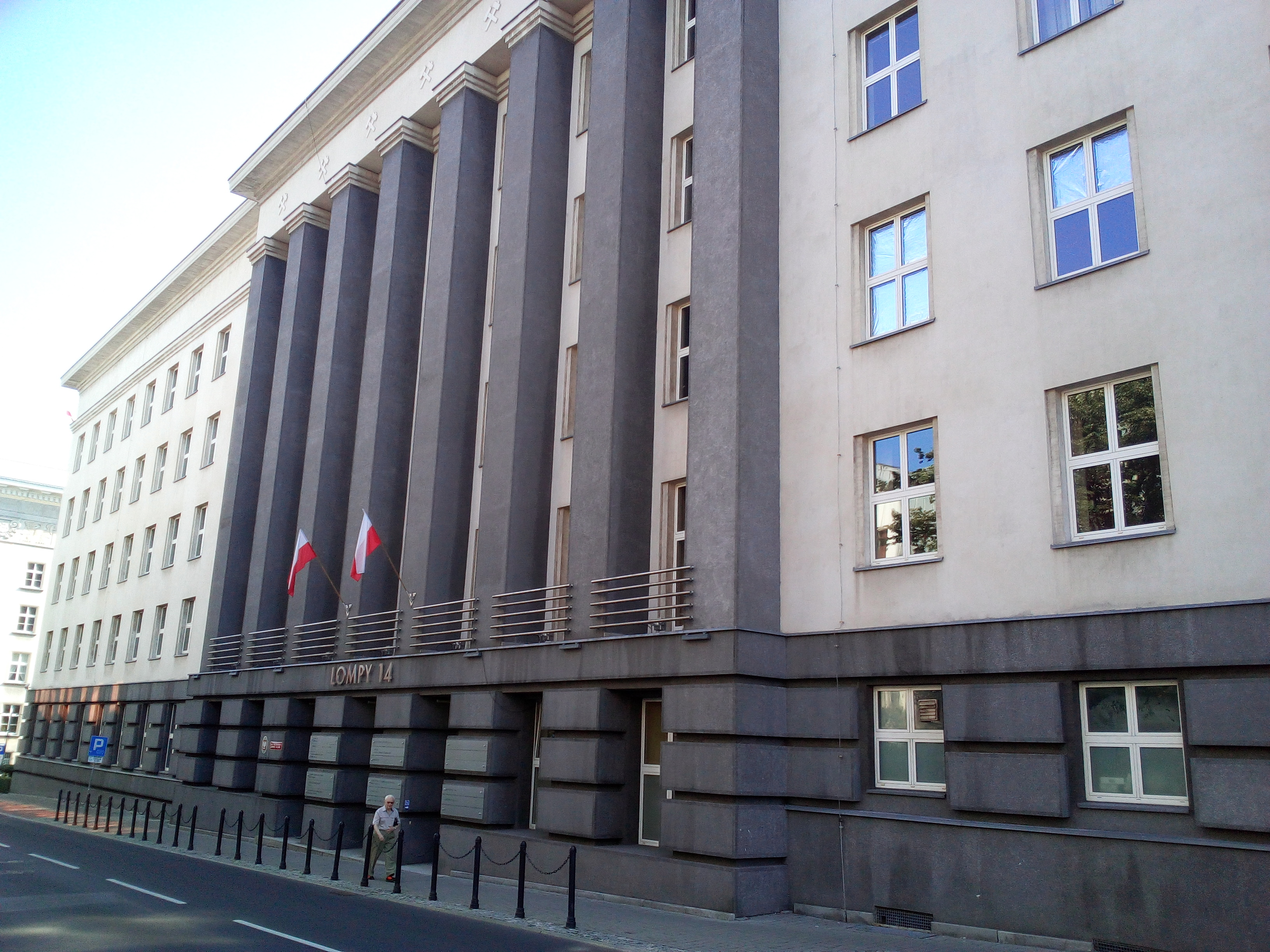
Gebäude des Syndikats der polnischen Eisenhütten, von rechts

- Opole, seinerzeit Oppeln: das Gebäude der „Central-Verkaufsstelle der Schlesischen Portland-Cementfabriken“ resp. des „Verbands Schlesischer Portland-Zement-Fabriken“ (bis 1929), später des „Norddeutschen Cement-Verband GmbH., Verk.-St. Oppeln, Hippelstr. 10“ (heute: Opole, Damrota 10)

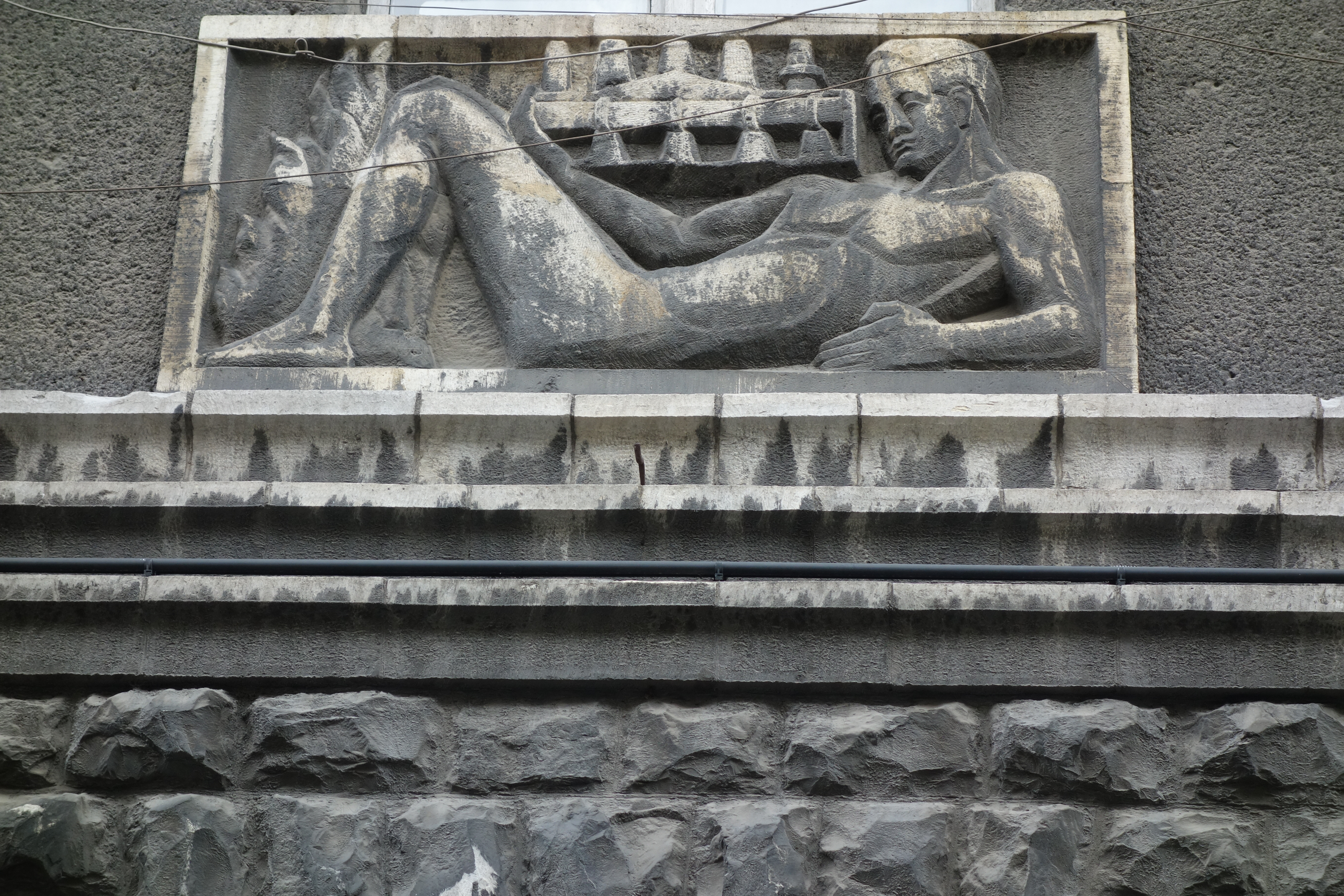
Gebäude eines ehemaligen Zementkartells / Fassadendekoration
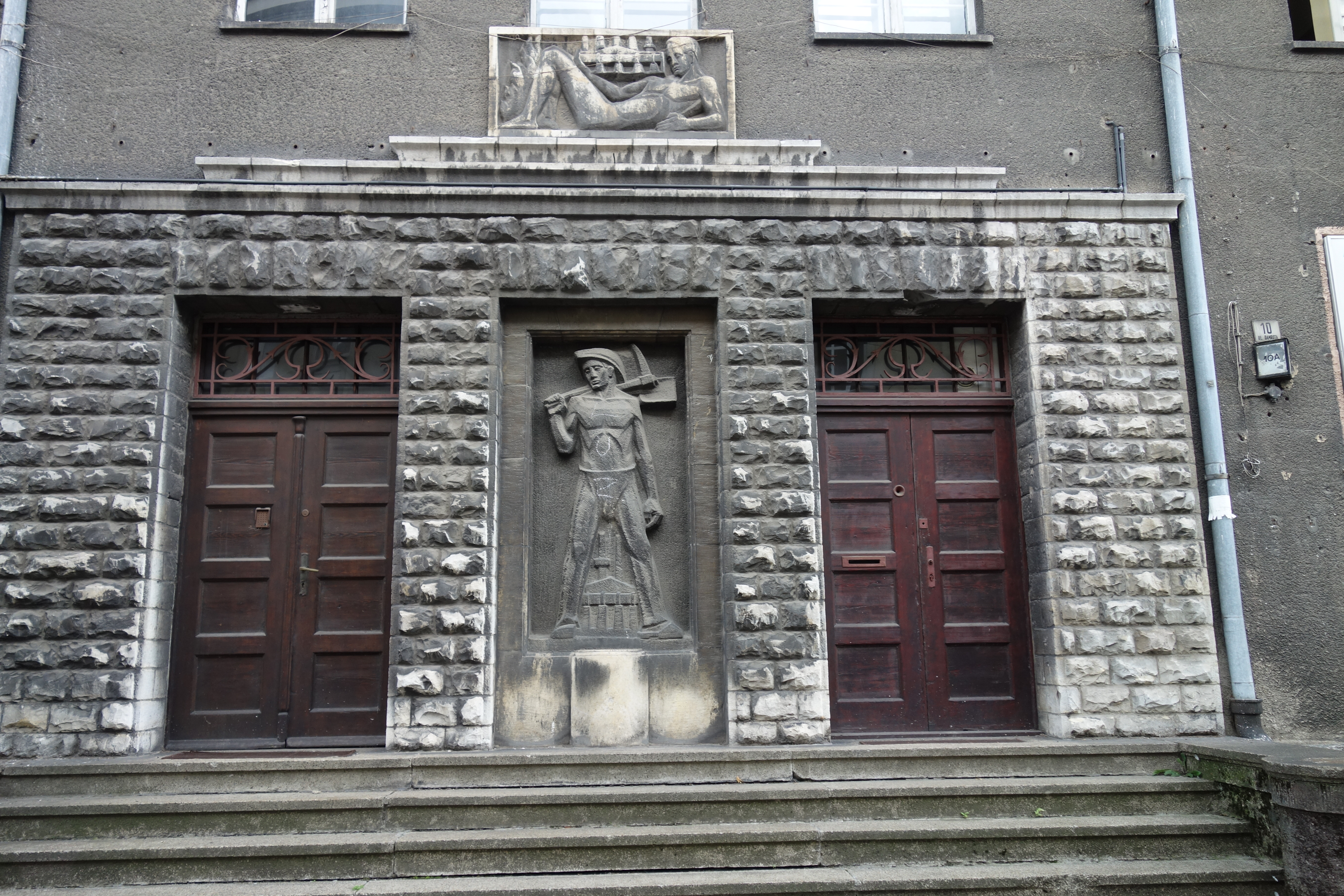
Eingang mit Fassadendekoration
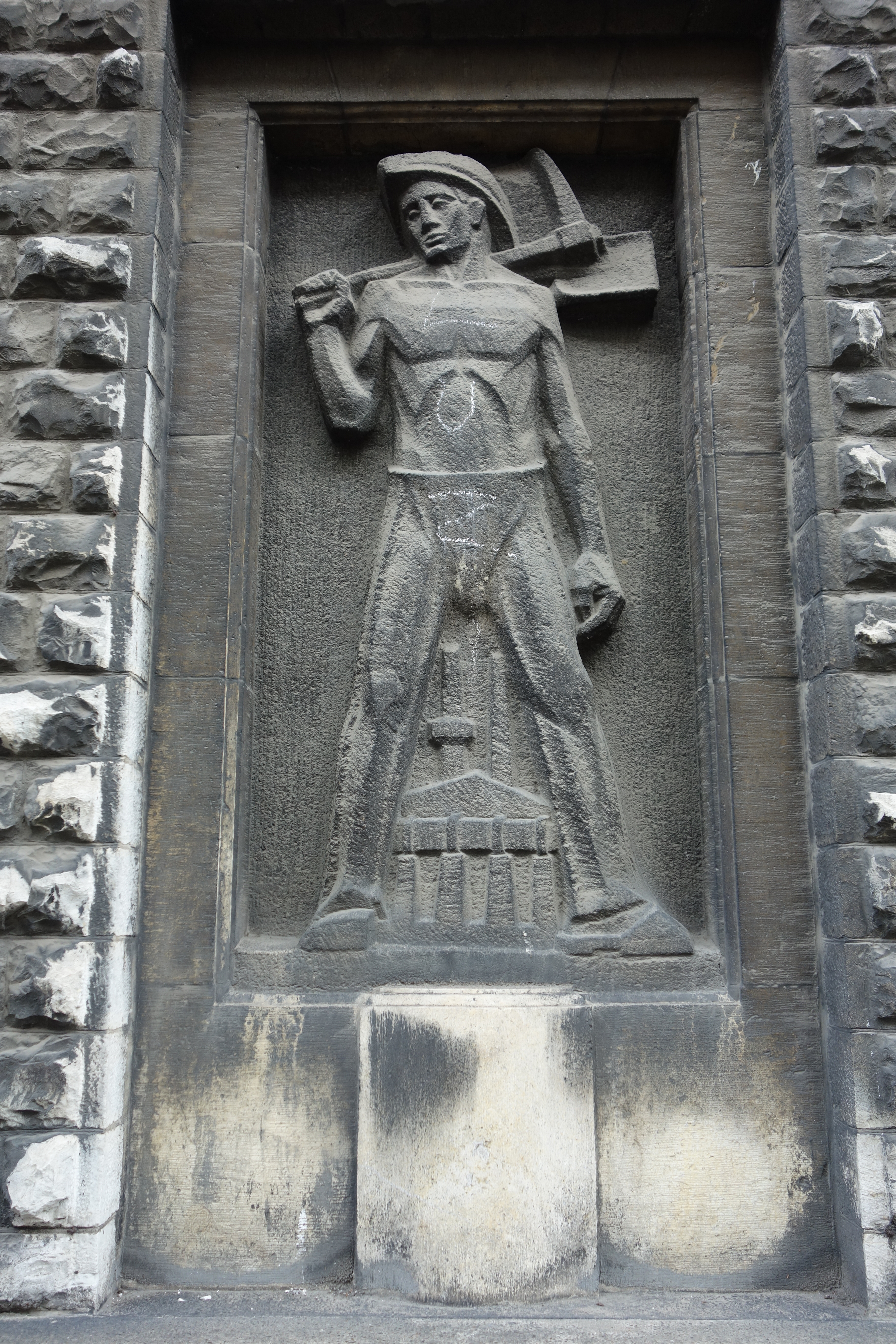
Figur Zementarbeiter

### Schweden
- Malmö: das Gebäude der INTERCEMENT, 1937–?. Mitglieder: Europäische Zementhersteller.

### Schweiz
Die Schweiz war ein Standort sowohl für Inlands- als auch für internationale Kartelle.
- Bern: das Gebäude der Schweizerischen Käseunion, 1914–1999. Mitglieder: Schweizer Käsehändler und -hersteller unter der Ägide der Schweizer Regierung.
- Genf: das Gebäude der Phoebus S.A., Compagnie Industrielle pour le développement de l’Eclairage, 1925–1963, rue de la Rôtisserie 2 et 4, bis mindestens 1942 dort Sitz eines Industriekartells. Mitglieder: die – knapp 10 – größten Glühlampenhersteller der Welt.
- Zürich: das Gebäude der schweizerischen Aluminium Industrie Aktiengesellschaft (AIAG), in welchem zwischen 1901 und 1909 das Internationale Aluminiumkartell mit Namen „Aluminium Association (AA)“ untergebracht war. Die AA war das Verkaufssyndikat der europäischen Aluminiumhersteller.

### Slowakei

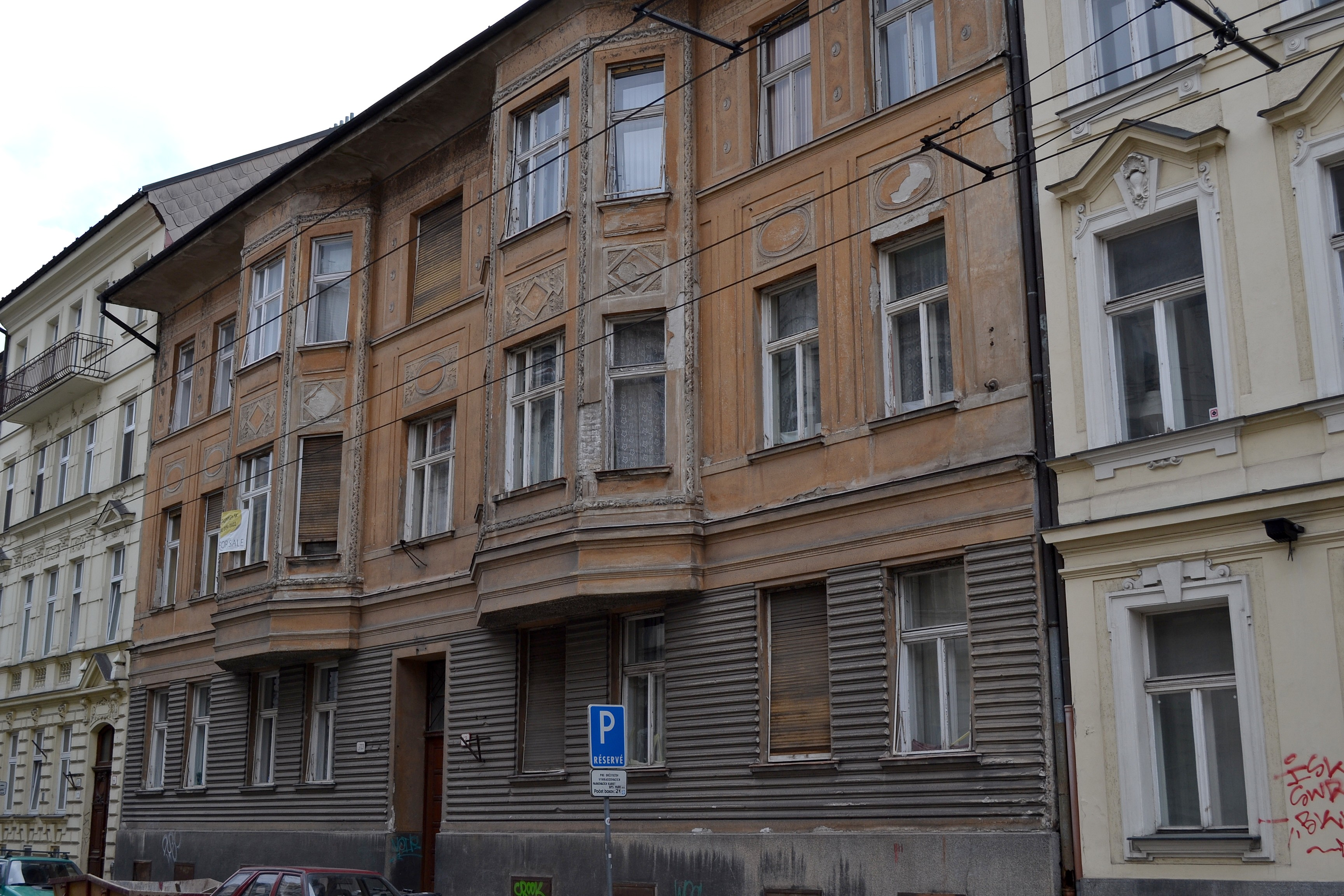
Slowakisches Zementsyndikat (Bratislava Palisády 42)

- ‘‘Bratislava‘‘, Palisády 42: das Gebäude des Slowakischen Zementsyndikats, 1939–1945, deutscherseits genannt: „Evidenzkanzlei der slowakischen Zementfabriken Pressburg“.[19] Mitglieder des Kartells waren die slowakischen Zementwerke. Das slowakische Zementsyndikat war von Ende 1940 bis Ende 1944 unmittelbares Mitglied im Deutschen Zementverband, also gleichgeordnet zu den fünf deutschen Zementsyndikaten. Bis 1939 waren die slowakischen Zementwerke im tschechoslowakischen Zementkartell mit Sitz in Prag organisiert gewesen.

### Tschechien
Auch in der Tschechoslowakei war die Hauptstadt (Prag) der bevorzugte Standort für Kartellzentralen. Andere Ansiedlungsorte sind feststellbar (z. B. Brünn), waren aber vergleichsweise selten.
- Brünn, Jesuitengasse 6 (nunmehr: Brno, Jezuitská 4): das Gebäude der „Čechoslovakischen Tuchkonvention“ vom 4. Oktober 1921.[20] Die Konvention diente der Vereinheitlichung der Zahlungs- und Lieferungsbedingungen. Es gehörten ihr fast alle bedeutenden Firmen der Tuchindustrie der Čechoslovakei an. Außer Tuchindustrie i. e. S. auch Plüsch, Krimmer und Stückfilz. Die Durchführung der Konditionen oblag den sechs Untergruppen des Kartells. Die Verkaufsbedingungen wurden von jeder Gruppe autonom festgesetzt.
- Prag, Na Poříčí 26: das Gebäude der "Spiritusverwertungsgesellschaft, Ges.m.b.H.".[21] In jener Organisation waren von 1923 bis in die 1940er Jahre die tschechoslowakischen resp. böhmisch-mährischen Spiritusbrennereien zusammengeschlossen.
- Prag, Opletalova 55, seinerzeit: Lüzowova 55: das Gebäude des tschechoslowakischen Stahlsyndikats, 192?–1939. In jener Organisation waren die tschechoslowakischen Eisen- und Stahlproduzenten vereinigt. Das Syndikat war assoziiertes Mitglied im Internationalen Stahlkartell zwischen 1927 und 1931 sowie nach dessen Neugründung von 1933 bis 1939.[17]

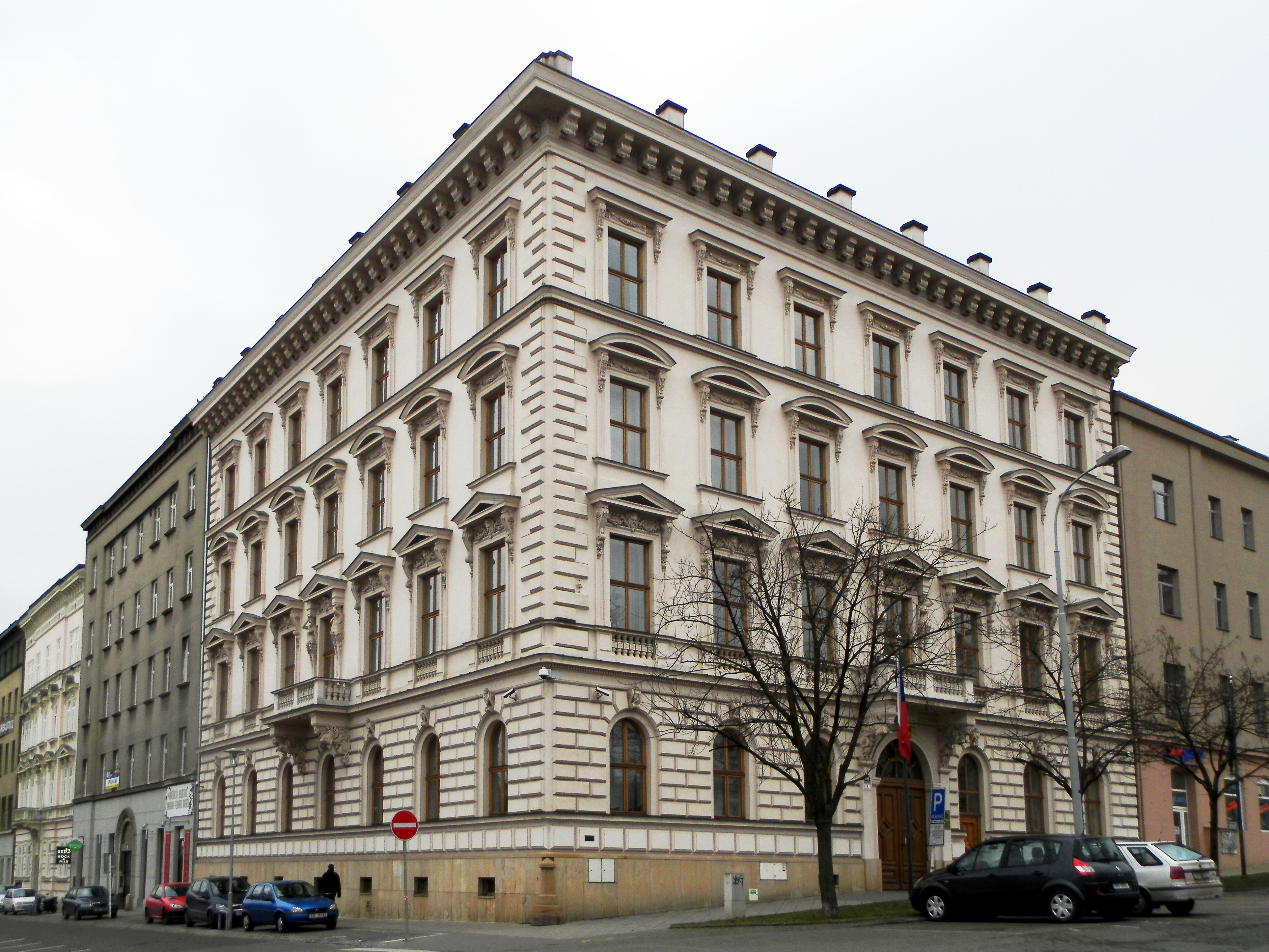
Tschechoslowakische Tuchkonvention (Brünn, Jesuitengasse 6, jetzt: Jezuitská 4).
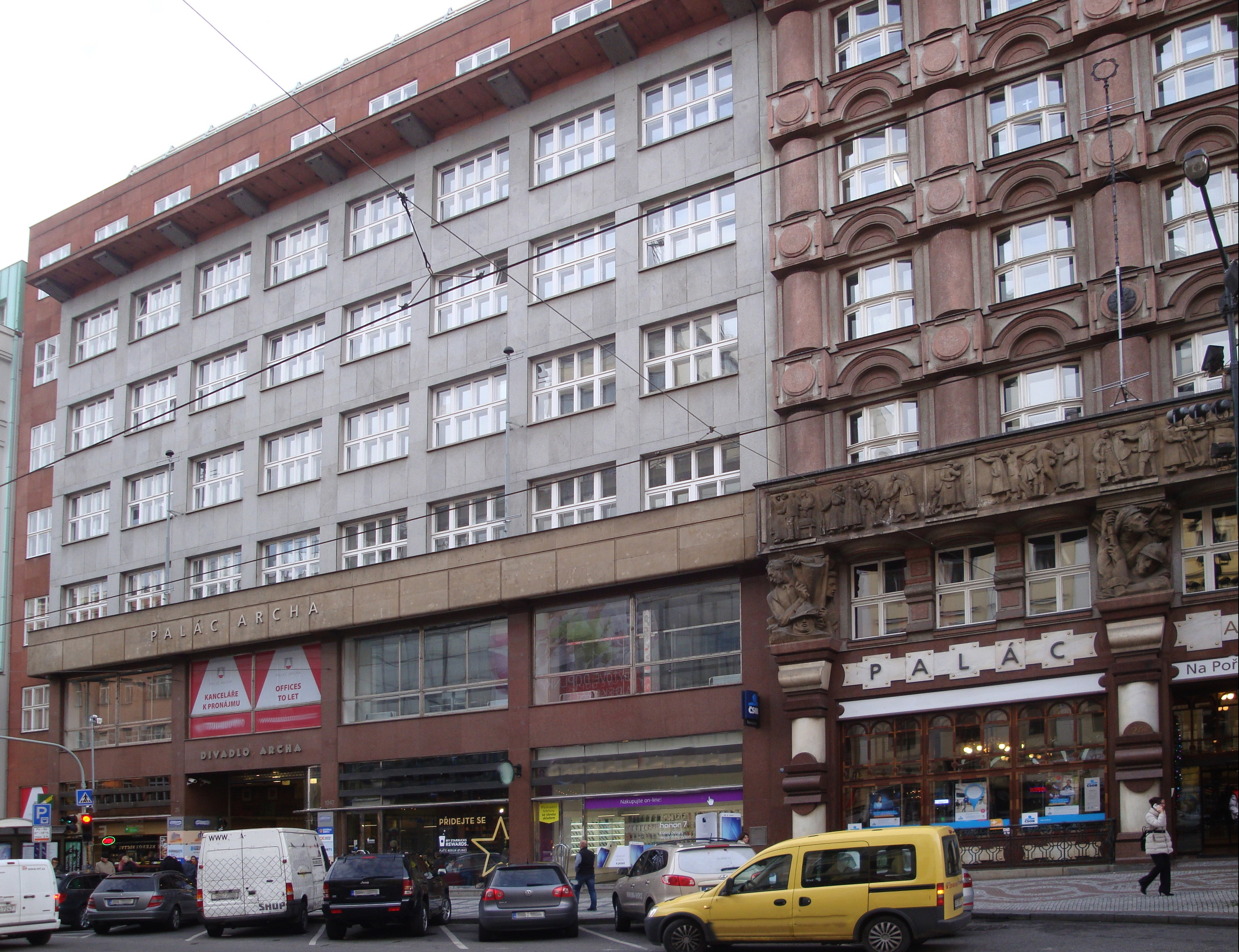
Spiritus-Verkaufsvereinigung der Landwirtschaftlichen Brennereien (Prag, Na Poříčí 26, Gebäude links)
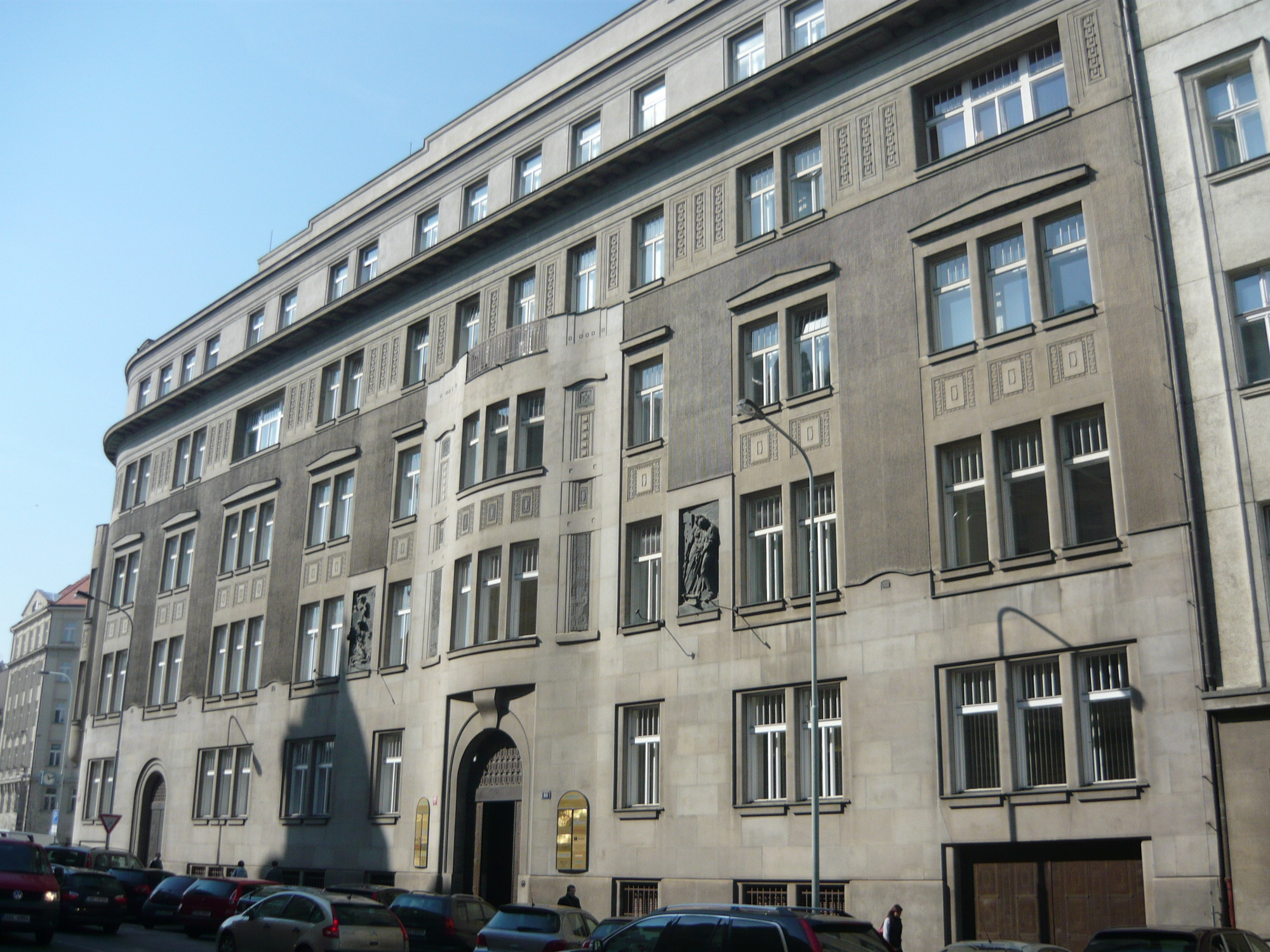
Tschechoslowakisches Stahlsyndikat (Prag, Lüzowova 55)

### Vereinigte Staaten von Amerika

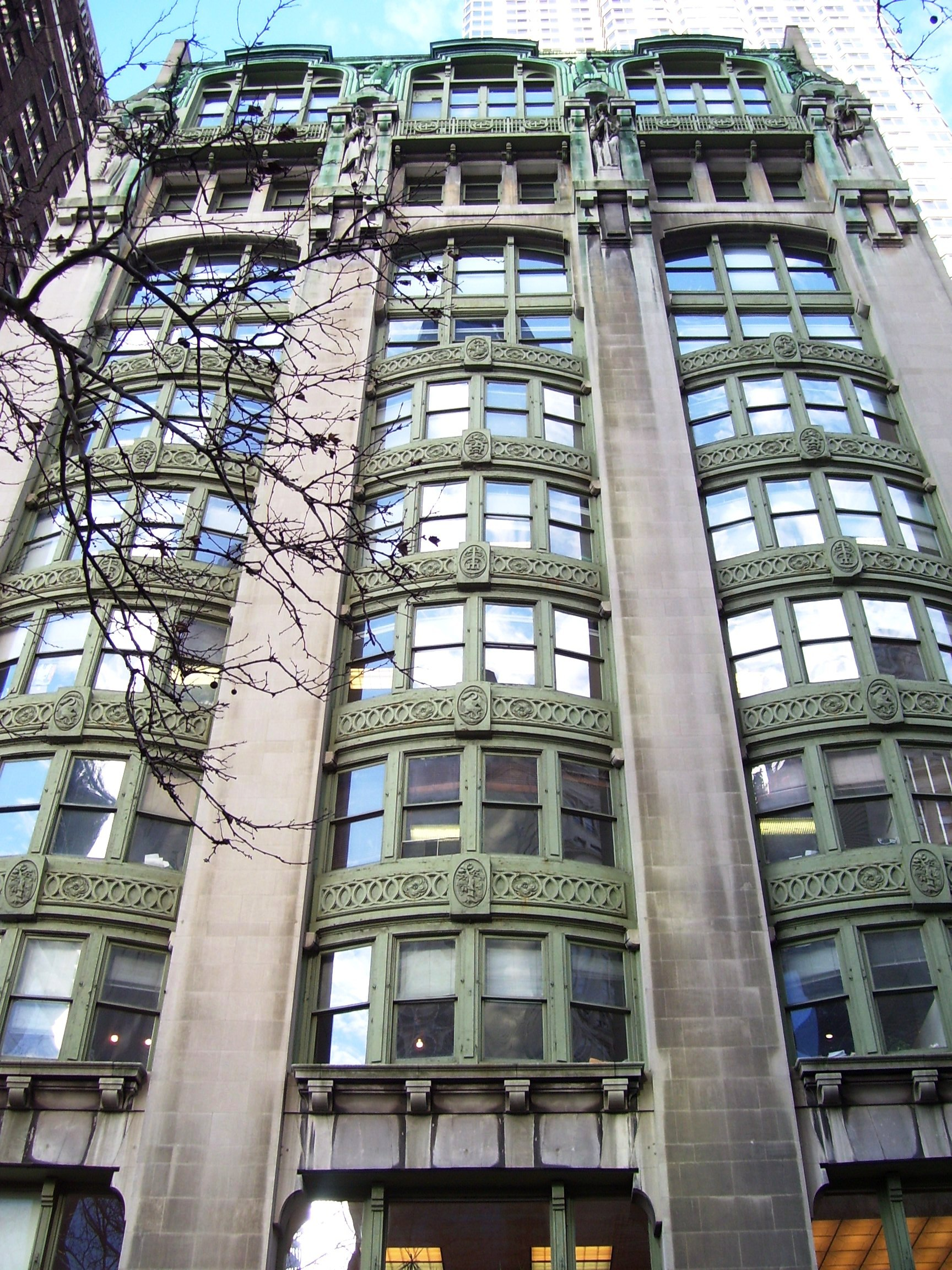
Steel Export Association of America (New York 75 West Street)

- New York City (Lower Manhattan), 75 West Street, das Gebäude, in welchem die “Steel Export Association of America” ab 1926 ansässig war. Dieser Verband war ein Exportkartell, das nach dem "Webb-Pomerene Act" von 1918 eine Befreiung vom Kartellverbot der Antitrust-Gesetzgebung erhalten konnte. Die “Steel Export Association” wurde 1938 “participating member” des Internationalen Stahlkartells, das allerdings bereits 1939 wegen des 2. Weltkriegs funktionslos wurde.[17] Das bezogene Gebäude ist bekannt als das Old New York Evening Post Building. Es wurde in 1906-07 erbaut für die gleichnamige Zeitung und ist in einem prachtvollen Art Nouveau-Stil gehalten. 1926 zog die Evening Post in einen größeren Neubau.